# Red Bull Racing
A Red Bull Racing a Red Bull energiaital-gyár tulajdonában álló, osztrák Formula–1-es csapat. A cég másik csapata a RB Formula One Team (korábban Scuderia AlphaTauri). A csapat 2005-ben debütált az ausztrál nagydíjon. Jelenleg osztrák licensszel versenyeznek. 2010-2013 között négy egyéni és konstruktőri világbajnoki címet is nyertek Sebastian Vettellel. A 2014-től kezdődő turbókorszakban teljesítményük visszább esett, de végig ott voltak a legjobb három csapat között (kivétel 2015). 2021-ben és 2022-ben illetve 2023-ban Max Verstappen révén megszerezték az nyolcadik egyéni bajnoki címüket. 2013 után, 2022-ben, 2023-ban és 2024-ben világbajnok a csapat. Jelenlegi pilótafelállásukat a holland Max Verstappen, és a japán Yuki Tsunoda alkotja.
2025-től Pérez helyét Liam Lawson váltja, akit két forduló után Cunoda Júki követett a pilótaülésben.
A csapat 2005-ben Cosworth, 2006-ban Ferrari, 2007–2018 között Renault, 2019–2021 között Honda, 2022-től pedig a saját gyártású Red Bull motorokkal versenyez. 2026-tól a Ford fogja ellátni motorokkal a csapatot.

## A Red Bull Racing története

### A kezdetek
A csapat közvetlen jogelődjének az 1997-ben alapított Stewart Grand Prix nevezhető, melyet Jackie Stewart alapított. 1999 végén aztán eladta azt a Ford Motor Company-nek, ami Jaguar Racing néven versenyeztette. 2004-ben aztán a Ford úgy döntött, hogy eladja a sikertelen, de költséges csapatot. Azt Dietrich Mateschitz, a Red Bull energiaital-gyártó vállalat tulajdonosa vásárolta meg. A csapat így a 2005-ös ausztrál nagydíjon a Jaguar jogutódjaként ott állhatott a rajtvonalnál, immár a Red Bull energiaitalok kék-ezüst színeiben.

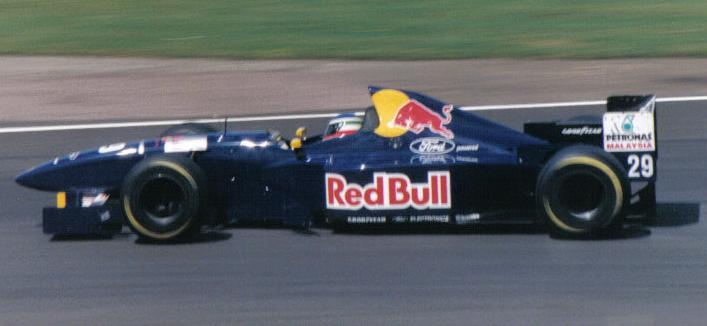
Red Bull logó az 1995-ös Sauberen

A Red Bullnak nem volt ismeretlen az autósport királykategóriája, hiszen korábban szponzorként logójuk megtalálható volt a Sauber, az Arrows, valamint a jogelőd Jaguar autóin is. Miután saját csapatot indított, a Red Bull természetesen felbontotta a szerződését a Sauberrel (az Arrows már 2002-ben megszűnt). Az italgyártó cég emellett a Formula–3000-es versenysorozatban, és ennek utódjában, a GP2-ben is feltűnt, valamint van egy európai tehetségkutató-programja Red Bull Junior Team néven. Későbbi Formula–1-es versenyzők is kerültek ki a program növendékei közül; Enrique Bernoldi, Christian Klien, Patrick Friesacher, Vitantonio Liuzzi és Scott Speed is versenyzett már a királykategóriában.

### A 2005-ös szezon
Az új gárda csapatfőnöke, Christian Horner megszerezte a McLarentől menesztett David Coulthardot, a másik autót továbbra is a Jaguárhoz a 2004-es szezonra az energiaitalosok támogatásával érkezett Christian Klien vezethette. A csapatvezetők eredeti terve szerint Klien és Vitantonio Liuzzi, a 2004-es Formula–3000 széria bajnoka három versenyenként válthatták volna egymást a második számú versenyzői, illetve a harmadik autó ülésében (a 2005-ös szezonban az előző év utolsó 6 konstruktőri helyezettje a pénteki edzéseken három autót indíthatott), azonban Liuzzi végül csak négy versenyen indult. A Red Bull tehetségkutató programjának egyik felfedezettje, az amerikai Scott Speed a kanadai nagydíjon és az amerikai nagydíjon kapott lehetőséget a harmadik autóban.
A 2005-ös versenyautó, a Red Bull RB1 a már papírra vetett Jaguar R6 alapjaiból építkezett. A csapat a leggyengébb Cosworth motorokat és Michelin gumikat használta a szezon során. Az autó a Red Bull energiaitalok kék-ezüst festését viselte.
A szezon jól indult a gárda számára, hiszen a szezonnyitó ausztrál nagydíjon Coulthard a negyedik, Klien a hetedik helyet szerezte meg, ezzel 7 pontot szerezve a Red Bull Racing első versenyén. Ilyen jó eredmény többet ugyan nem született a szezonban, de Coulthard az európai nagydíjon tiszta versenyben ismét megszerezte a negyedik helyet, Klien pedig a szezonzáró kínai nagydíjon futott be ötödiknek.

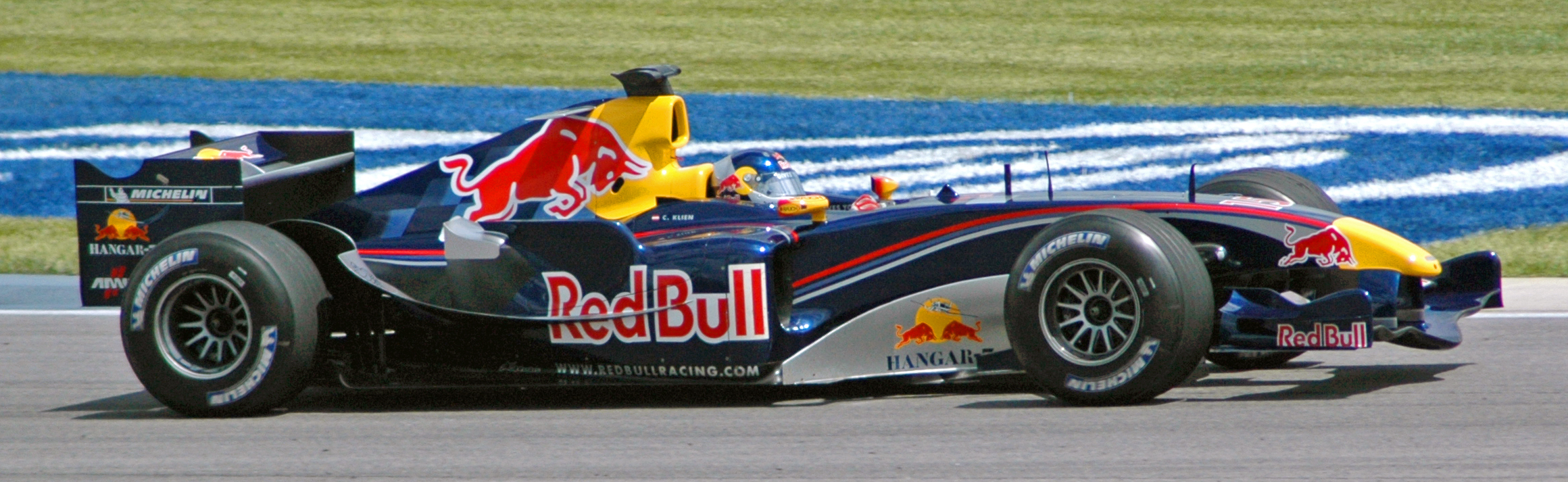
Christian Klien a 2005-ös amerikai nagydíj egyik edzésén

A csapat az idény során folyamatosan elég erős volt a pontszerzéshez, David Coulthard a kudarcokkal teli 2004-es esztendő után valósággal újjászületett a kék autó volánja mögött, 24 pontot elérve, akárcsak 2004-ben a McLarennel. A különbség mindössze annyiban állt, hogy 2004-ben a McLaren Kimi Räikkönen révén nagydíjat is tudott nyerni, a 2005-ös Red Bull viszont nem vehette fel a versenyt az élmenőkkel. Coulthard tehát 24 pontjával a 12. helyen, Klien 9 ponttal a 15. helyen, Liuzzi 1 pontjával a 24. helyen végzett a 2005-ös világbajnokságban. A csapat az elvárásokat túlteljesítve 34 pontjával a hetedik lett a konstruktőrök között, és a szezon végére magára találó BAR-Honda csak az idény utolsó részében előzte meg a Red Bull Racinget.
A Red Bull számított 2005-ben a mezőny színfoltjának, hatalmas motorhome-jával, sokszor éjszakába nyúló partikkal gazdagította a Formula–1-es paddock életét. Monte Carlóban a Star Wars legújabb epizódjának színeiben pompáztak a versenyautók, és a monacói bokszutcában a Red Bull vendégeiként feltűntek a Csillagok Háborújának szereplői és rendezője is.

### A 2006-os szezon

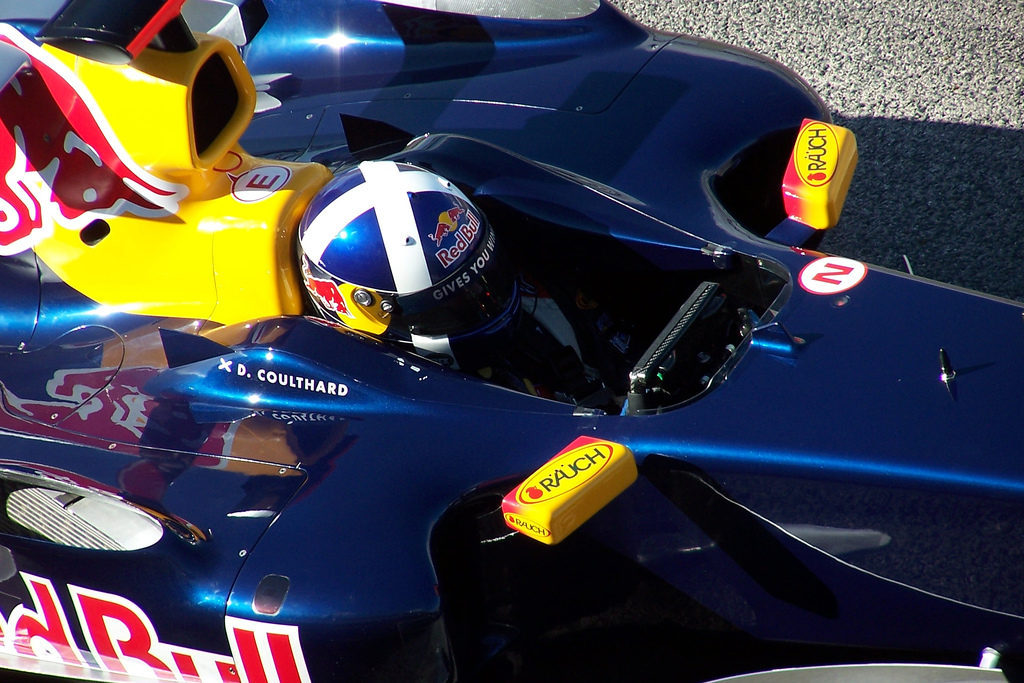
Coulthard egy szezon előtti teszten

A 2006-os idényre a Red Bull Racing motorszállítót váltott, és a Ferrari V8-as erőforrásait használta az idény folyamán. A főtervezői székbe Adrian Newey került, akit 2005 novemberében sikerült leigazolni a McLarentől. Newey az addigra már majdnem teljesen kész RB2 tervezésében nem vállalt nagy szerepet, helyette inkább a 2007-es modellen kezdett dolgozni. A csapatfelállás a szezon utolsó feléig változatlan maradt, a két RB2 jelű versenyautót ismét David Coulthard és Christian Klien vezethette a szezon nagy részében. Az utolsó három versenyre azonban a csapatvezetés megelégelte Klien gyenge teljesítményét, és helyére a tesztsofőr Robert Doornbost ültették. Vitantonio Liuzzi és Scott Speed a Scuderia Toro Rosso versenyzőiként kaptak állást.
A szezon egészében nem sikerült olyan jól, mint a 2005-ös, a gárda 16 pontjából 14-et Coulthard szerzett, kettőt Klien. Kiugróan jó eredménynek számított a magyar nagydíjon elért 5. hely, valamint a monacói nagydíjon elért első dobogós helyezés.

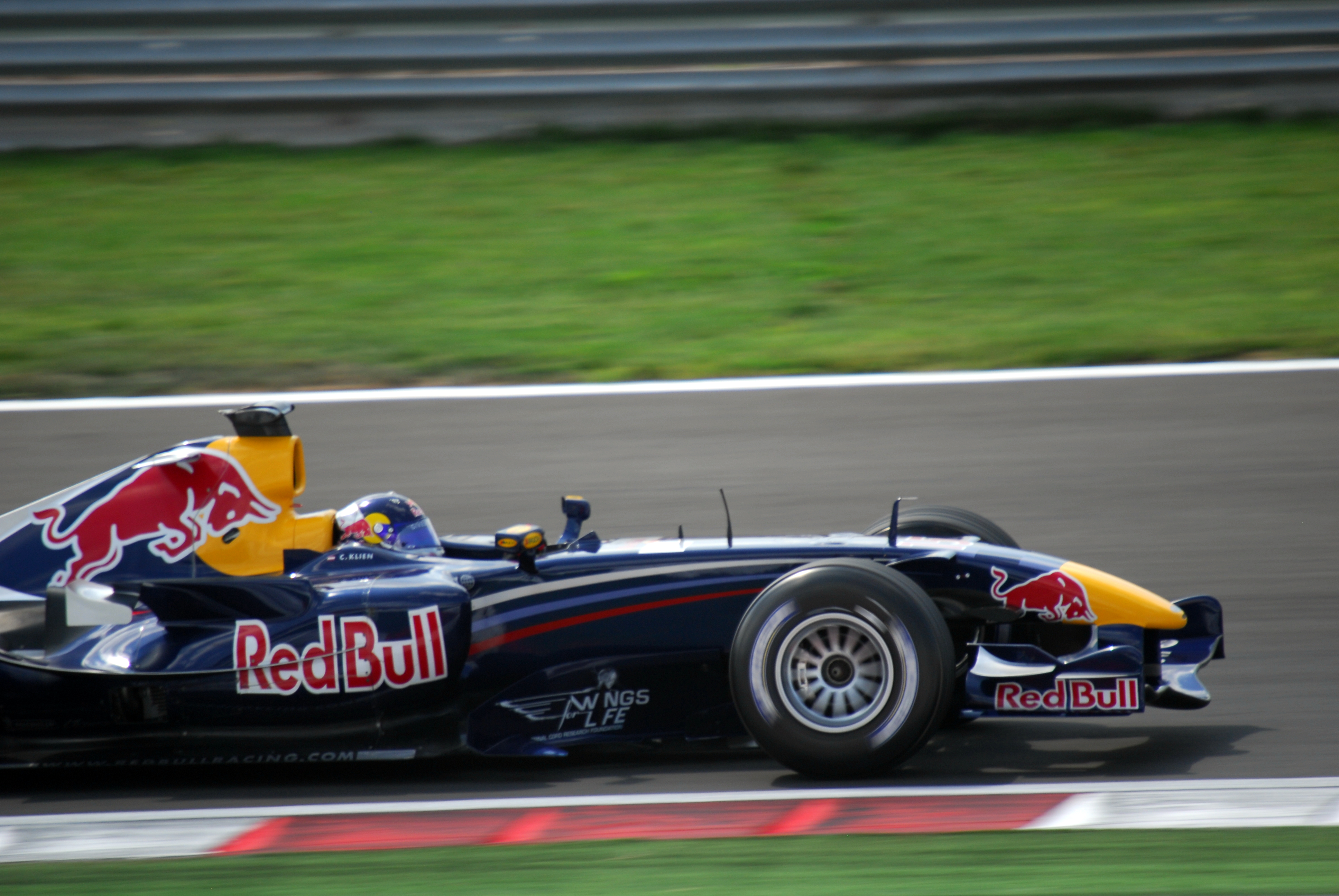
Klien a török nagydíjon

Coulthard harmadik helye egyben a Red Bull Racing első dobogós helyezése volt. Érdekességek, hogy a 2005-ös esztendőhöz hasonlóan a Red Bull 2006-ban is filmet reklámozott Monte Carlóban, mégpedig a Superman színeiben pompáztak az autók. Coulthard a verseny előtt fogadást kötött a csapatfőnök Christian Hornerrel, miszerint ha dobogós helyen fejezi be a viadalt, akkor Horner meztelenül beleugrik a versenypálya melletti medencébe. Coulthard harmadik lett, Horner pedig egy piros Superman-köpenyt viselve teljesítette a fogadást.
Ezenkívül a csapat jogelődje, a Jaguar Racing, valamint annak jogelődje, a Stewart is a hercegség pályáján érte el első dobogós helyezését.
A csapat végül a dobogó ellenére csalódottan zárta a 2006-os szezont, hiszen a 2005-ben megszerzett 34 pont helyett csak 16-ot tudtak szerezni, ami szintén a hetedik helyre volt elég a konstruktőrök között. Coulthard 14 ponttal a 13., Klien 2 ponttal a 18. helyen zárt, Doornbos nem szerzett pontot 2006-ban.

### A 2007-es szezon
2007-re végre elkészült az Adrian Newey által tervezett autó, az RB3, amelyben már Renault motor dolgozott Ferrari helyett. A szezon közepén érkezett a csapathoz Geoff Willis, aki korában a Williamsnél és a BAR-nál, majd a Hondánál dolgozott technikai igazgatóként. A Michelin gumiszállító kiszállását követően természetesen a Red Bull Racing is Bridgestone abroncsokon indult.
Versenyzői fronton David Coulthard maradt a csapatnál, míg a másik ülésbe Mark Webber érkezett. Webber 2004 után hagyta el a jogelőd Jaguárt, és a Williamsnél eltöltött két kiábrándító szezon után igazolt az energiaitalosokhoz.

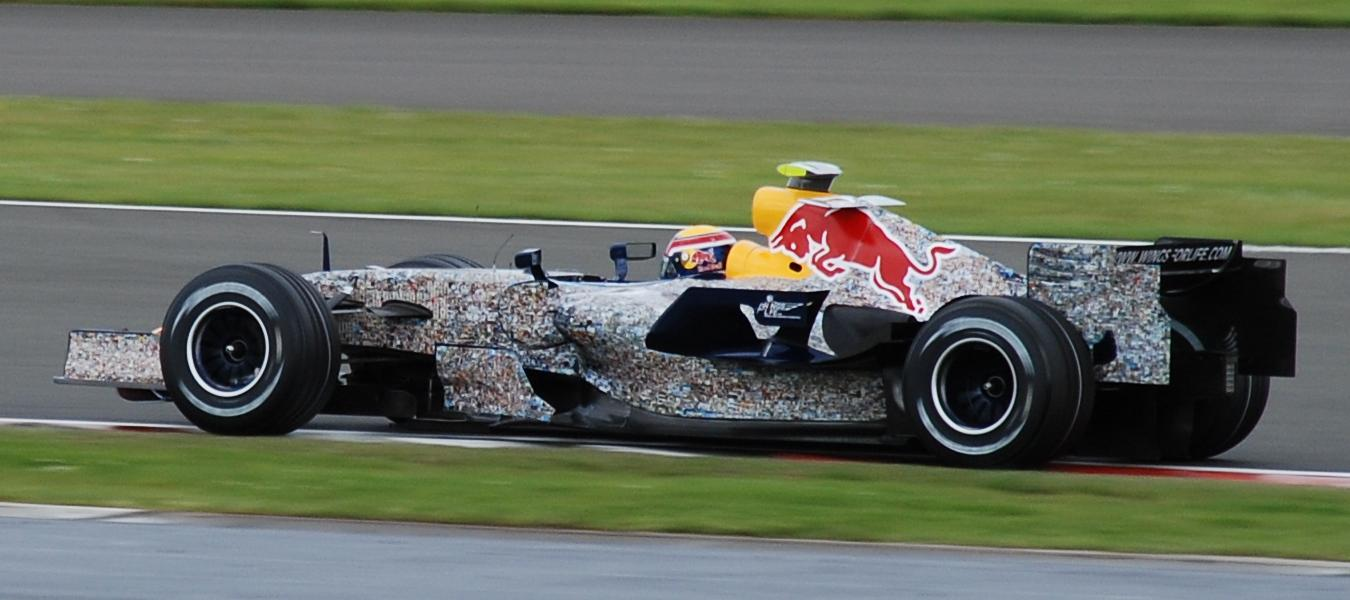
Mark Webber a speciális festésű RB3-t vezeti a brit nagydíjon

Az RB3 kétségkívül gyorsnak bizonyult, ám nagyon súlyos megbízhatósági problémák merültek fel vele a szezon folyamán. A problémák nagy része az ekkortájban elterjedő ultragyors kapcsolású váltóhoz volt köthető. Az első pontokat a negyedik versenyen, a spanyol nagydíjon szerezte Coulthard nagyszerű versenyzést követően egy ötödik hellyel, azonban az utolsó néhány körben már hiányoztak fokozatok a váltójából. Arra azonban, hogy mindkét Red Bull célba érjen, a 8. versenyig, a francia nagydíjig nem került sor. Amikor azonban célba értek, erős pontszerző helyeket csíptek meg a versenyzők, Webber legjobbja egy dobogó lett az európai nagydíjon, ahol Coulthard az ötödik helyen futott be, így ez lett a Red Bull Racing történetének addigi legsikeresebb hétvégéje. Coulthard a japán nagydíjon ért be negyedik helyen. Ezen a nagydíjon egyébként történelme során először megcsillant a Red Bull számára a győzelmi esély, hiszen Webber a második helyen autózott, és gyorsabb volt, mint a vezető Lewis Hamilton, de egy biztonsági autós szakaszban a testvércsapat Scuderia Toro Rosso versenyzője, Sebastian Vettel hátulról belehajtott, így vetve véget mindkettőjük versenyének.
A csapat a McLaren kizárásával és 24 pontjával az 5. lett a konstruktőri bajnokságban, David Coulthard 14 ponttal a 10. helyen végzett, míg Mark Webber 10 ponttal a 12. helyet szerezte meg a 2007-es szezonban.
2007-ben is találkozhattunk szokatlan festésű Red Bull versenyautóval. A brit nagydíjon a csapat a szurkolók által beküldött képeket festette az autójára. A kép beküldéséért 1 eurót kellett fizetni a csapatnak, aki a befolyt pénzt a Wings for life nevű jótékony célú alapítványának adományozta.

### A 2008-as szezon

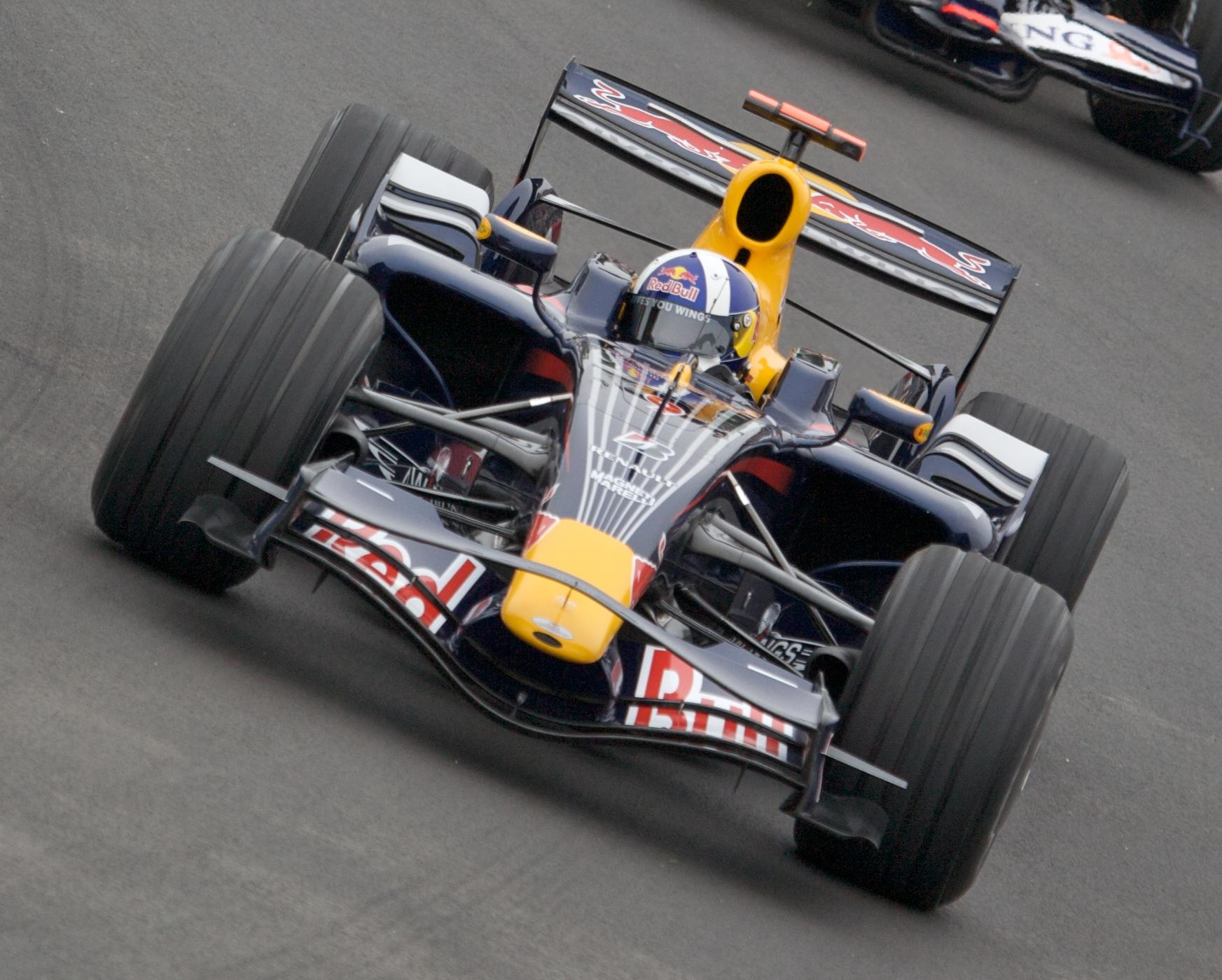
David Coulthard a dobogóra vitte a Red Bullt Kanadában

A csapatfelállás nem változott jelentősen 2008-ra az előző évihez képest. Az RB4-et ismét Adrian Newey tervezte, és a Renault a spanyol nagydíjtól átvette a Red Bulltól az általa kikísérletezett szokatlan motorburkoló elemet. A Red Bullnál végre sikerült úrrá lenni a megbízhatósági problémákon, 2008-ban elég sok versenyen sikerült pontot szerezniük. A 2008-as szezonnyitó ausztrál nagydíjon Webber műszaki hiba, Coulthard pedig a Massával való ütközése miatt esett ki. A maláj nagydíjon Mark Webber a hetedik lett, amivel 2 pontot szerzett a Red Bullnak, Coulthard a kilencedik helyen végzett. Bahreinben Coulthard Buttonnal való ütközése miatt esett ki, miközben Webber a 7. lett és ezzel újabb 2 pontot szerzett a csapatnak. A spanyol nagydíjon Coulthard ismét ütközés részese volt, ezúttal Timo Glock lökte meg hátulról, aminek következtében defektet kapott és ismét nem tudott pontot szerezni. A Webber 5. helyéért járó 4 ponttal a Red Bull leszorította a gyári Renault csapatot a konstruktőr-világbajnokság 6. helyéről. A következő versenyen ismét feljebb lépett a csapat a világbajnokságban: A Webber 7. helyéért járó két ponttal megelőzték a Toyotát. Coulthard ismét alig maradt le a pontszerzésről, kilencedikként ért célba. A monacói nagydíj időmérő edzésén mindkét versenyzőjük bejutott az első tízbe, de Coulthard a második szakasz végén összetörte az autóját, amit csak váltócserével lehetett kijavítani, így 5 helyes rajtbüntetést kapott. Az esős versenyen az elsők között esett ki, amikor a Massenet kanyarban falnak ütközött. Webber viszont célba ért, és 4. helyével újra pontokat szerzett a csapatnak. A kanadai nagydíjon Webber mindössze másodszor nem tudott az első nyolcban végezni az évad során, Coulthard viszont első pontszerzése alkalmával dobogóra állhatott, harmadik lett a kaotikus versenyen. Franciaországban a Red Bull versenyzői a 6.-7. helyet szerezték meg az időmérő edzésen. A futamon Webber 6., Coulthard 9. lett. A brit nagydíjon Coulthard bejelentette év végi visszavonulását, őt a testvércsapat pilótája Sebastian Vettel vált 2009-ben. Az időmérő edzésén Webber meglepetésre 2. lett, a verseny elején azonban hibázott, és visszaesett a mezőny végébe, ahonnan a 10. helyre jött föl. Coulthard az első körben ütközött Vettellel és mindketten kiestek.
Németországban Webber a 8., Coulthard pedig a 10. helyet szerezte meg az időmérőn. A skót 13. lett, Webber azonban kiesett. A magyar nagydíjon Mark Webber a nyolcadik helyről indult, de a versenyt egy pozícióval lejjebb fejezte be, így nem szerzett pontot. Csapattársa 11. lett. Valenciában egyik autó sem szerzett pontot, Coulthard az utolsó helyen fejezte be a futamot.

### 2009: második hely a Brawn mögött

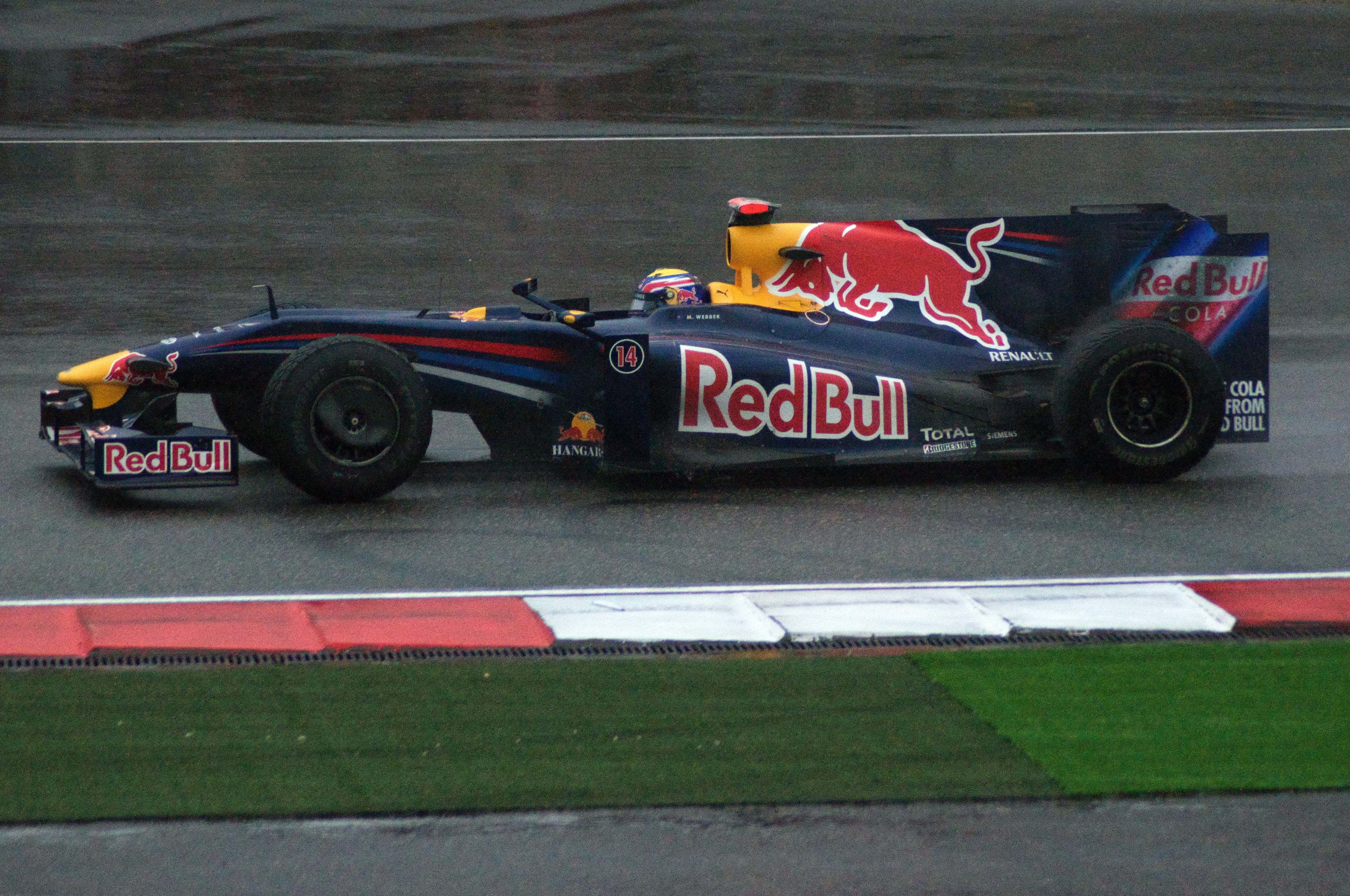
Mark Webber Kínában

2009-re a visszavonuló David Coulthard helyére Sebastian Vettel érkezett a Toro Rossótól, Mark Webber maradt a csapatnál. Az új tesztpilóta – a Toro Rossóval közös alkalmazásban – az új-zélandi Brendon Hartley lett, aki azonban nem kapta meg időben a Formula–1-es szuperlicencet. Helyettesítésére visszahívták David Coulthardot, aki bár már visszavonult, az első néhány futamon a csapat tartalékversenyzőjeként vett részt. Az évadnyitó ausztrál nagydíjon Vettel a harmadik, Webber pedig a nyolcadik rajtpozíciót szerezte meg. A versenyen azonban egyik autó sem tudott pontot szerezni, mert míg Webbernek egy rajtbaleset miatt megsérült az autója, addig Vettel 2. helyének a Robert Kubicával való ütközés vetett véget. Malajziában Webber az ötödik, Vettel büntetése miatt csak a tizenharmadik helyről indult a futamon. A versenyt felhőszakadás miatt leállították a felénél. A végeredményt tekintve Vettel megint kiesett, Webber a hatodik helyre hozta be az RBR-t. Kínában a Red Bull első sort a Renault-s Fernando Alonso akadályozta meg, Vettel másodszorra szerezte meg a pole-t, míg Webber a 3. rajtkockát bérelte ki. Vettelt senki se zavarta meg abban, hogy győzzön, míg Webber a Brawnokkal csatázott a 2. helyért, amit végül meg is szerzett. A következő négy futamon Jenson Button győzött. A brit győzelmi sorozatát Vettel szakította meg Silverstone-i győzelmével, ahova a csapat számos fejlesztéssel érkezett. A következő versenyen (Nürburgring) a pole-pozícióból induló Webber győzött annak ellenére, hogy bokszutca-áthajtásos büntetést kapott. Mivel Barrichello beragadt Massa mögé, míg Hamiltont már az első kanyarban egy defekt sújtotta, az ausztrál könnyedén szerezte meg első futamgyőzelmét csapattársa előtt. Vettel ezt követően Japánban, míg Webber Brazíliában győzött. A csapat az évet kettős győzelemmel zárta az abu-dzabi nagydíjon. Vettel az egyéni bajnokság második helyén végzett 84 ponttal, 11-gyel a világbajnok Button mögött. A csapat második lett a konstruktőri világbajnokságban 18,5 ponttal a Brawn GP mögött.

### A 2010-es bajnoki cím
A 2010-es szezonra a csapat megtartotta mindkét versenyzőjét, motorszállítója továbbra is a Renault maradt. Az évadnyitő Bahreini nagydíjon Vettel megszerezte a pole-t, majd gyújtógyertyájának meghibásodásáig vezette a versenyt. A lelassuló Vettelt a két Ferrari és Hamilton is megelőzte, így negyedik lett. Ausztráliában ismét Vettelé lett a pole Webber előtt. Úgy tűnt, Vettel megnyeri a versenyt, de ezúttal fékhiba miatt kicsúszott a pályáról és kiesett. Webber egy megcsúszás, majd egy vezetőszárny-csere után 9. lett.
Malajziában Webberé lett a pole, Vettel a harmadik helyről indult. A németnek sikerült a rajtnál Rosberget és Webbert is megelőznie, majd megnyerte a versenyt. Webber második helyének köszönhetően a csapat kettős győzelmet aratott. Kínában (Vettel), Spanyolországban (Webber) és Monacóban (Webber) is Red Bull versenyzői indultak az első helyről. Mark Webber Spanyolországban és Monacóban is győzött.

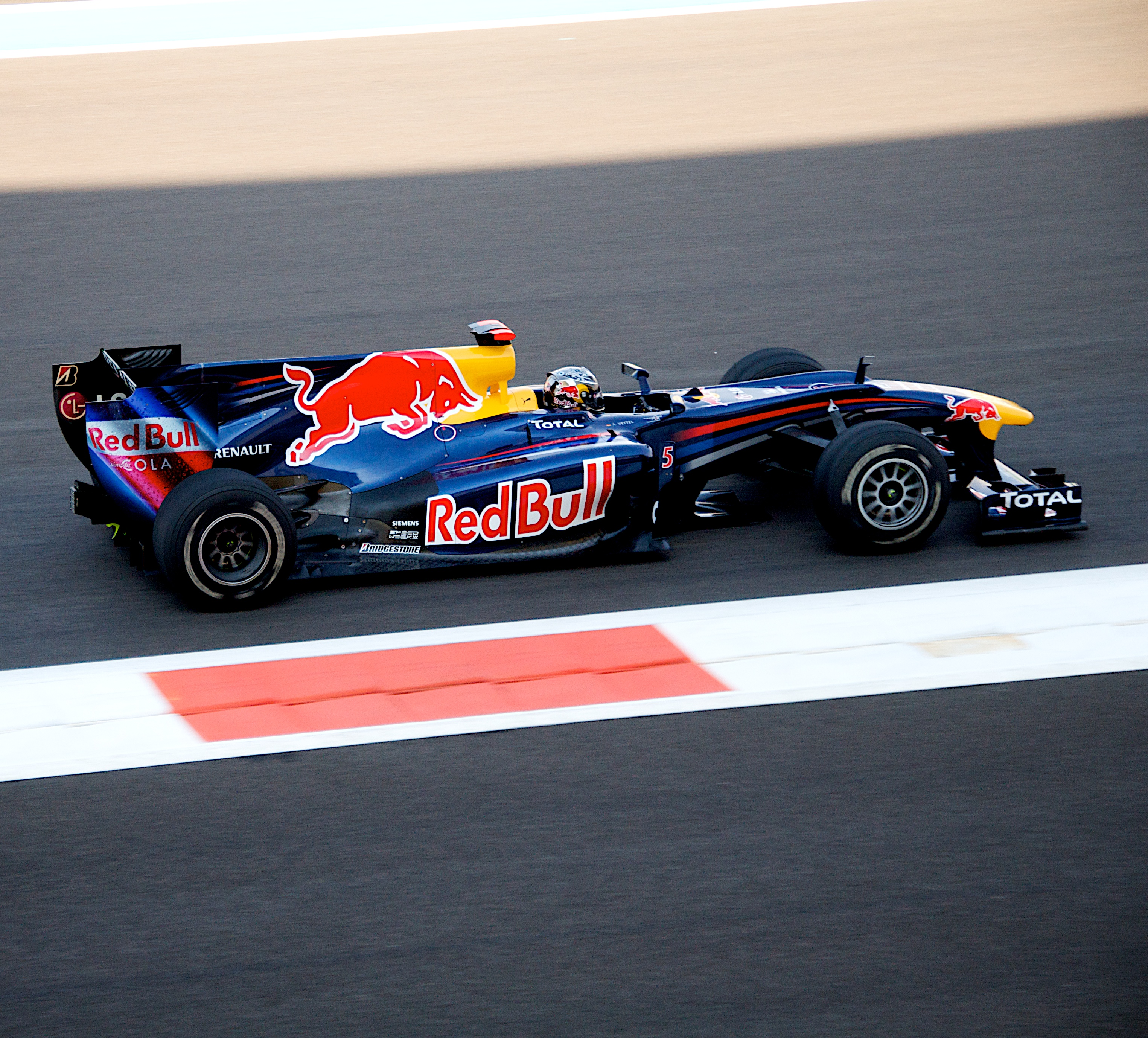
Vettel az évadzáró versenyen

A török nagydíjon (ahol Webberé lett a pole) a boxkiállásokat követően Webber és Vettel az első két helyen haladt a 40. körig, amikor Vettel megpróbálta megelőzni csapattársát, de összeütköztek. Webber a harmadik helyen ért célba, míg Vettel kiesett. Valenciában Vettel az első helyről indulva győzött, míg Webber egy féktávon Heikki Kovalainen Lotuszának hátsó kerekére hajtott, a Red Bull pedig a levegőbe emelkedett. Webber autója fejjel lefelé érkezett a pályára, majd 200 km/h-s sebességgel a gumifalba ütközött. Az ausztrál szerencsére karcolások nélkül szállt ki a autójából.
A brit nagydíjon Vettelé lett a pole, de egy rosszul sikerült rajt után defektet kapott, és a mezőny végére került, végül 7. lett. Webber a második helyről indulva győzelmet aratott. A magyar nagydíjon is Vettelé lett a pole, a versenyt pedig a biztonsági autó érkezéséig vezette. Webber mögött a második helyen haladt, amikor áthajtásos büntetést kapott, mivel túl nagy távolságot hagyott maga és a biztonsági autó között. Emiatt elveszítette második helyét és harmadik lett, míg Webber megnyerte a futamot.
A belga nagydíjon az ausztrál megszerezte a pole-t, de a rajtnál ötödiknek esett vissza. Vettel a harmadik helyen haladt, amikor Buttonnak ütközött, majd defektet is kapott, végül a 15. helyen ért célba, pont nélkül. Webber Button és Alonso kiesését, valamint Kubica lassú boxkiállását kihasználva második lett. Monzában Webber a negyedik helyről kilencediknek esett vissza a rajtnál, míg Vettelt rövid ideig fékhiba hátráltatta. Az utolsó előtti körben kereket cserélő német 4., míg Webber 6. lett. Japánban Vettel-Webber sorrendben a Red Bull újabb kettős győzelmet szerzett, míg Koreában a csapat mindkét versenyzője kiesett.
A brazil nagydíjon a Red Bull Racing kettős győzelmével (Vettel győzött Webber előtt) bebiztosította a konstruktőri bajnoki címet. Bár Webber jobban állt a bajnokságban, győzelmével egy pontra megközelíthette volna a listavezető Fernando Alonsót, a csapat nem utasította Vettelt elengedésre.
Az évadzáró abu-dzabi nagydíjon Vettel győzött, amivel megszerezte az egyéni bajnoki címet.
A csapat a 19 versenyből 9-et nyert meg (Vettel: 5, Webber: 4), míg 15 versenyen a Red Bull egyik versenyzője indult a pole-ból.

### 2011: címvédés
Mind Vettelt, mind Webbert megtartotta a csapat, ahogy a Renault is maradt a motorszállító. A csapat névadó szponzora az Infiniti autógyártó lett. Vettel megvédte a címét, ezzel a kilencedik versenyző lett, aki erre is képes volt. Tizenegy versenyt nyert a szezonban és 15 pole pozíciót ért el, amellyel megdöntötte Nigel Mansell 1992-es rekordját. Webber csak harmadik lett a bajnokságban, egyetlen győzelemmel, amit a szezonzáró brazil nagydíjon ért el. A Red Bull abszolút dominált ebben az évben, 650 konstruktőri pontot szereztek, amelytől a második McLaren 153 ponttal maradt el. 

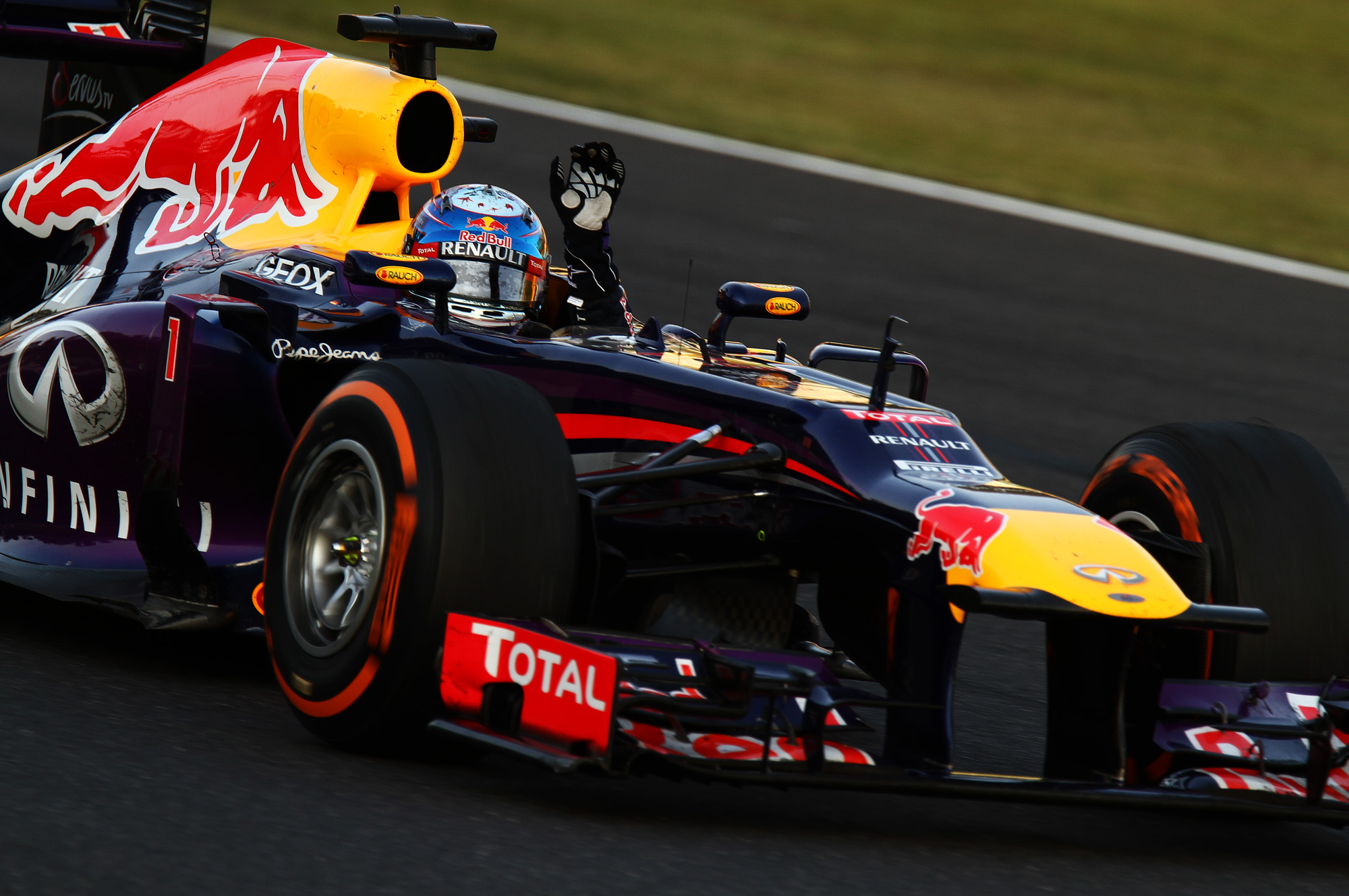
Sebastian Vettel a 2013-as japán nagydíjon

### 2012 – a harmadik bajnoki cím
Ebben az évben is Vettel és Webber maradtak a csapat pilótái. A szabályváltozások miatt nehezebb dolguk volt, ugyanis többen is esélyesek maradtak a végső bajnoki címre, de az utolsó futamon Vettel végül bebiztosította harmadik világbajnoki címét is, ezzel megdöntve Ayrton Senna rekordját a legfiatalabb háromszoros világbajnok lett.

### A 2013-as negyedik bajnoki cím
Vettel és Webber is maradtak a csapatnál, de utóbbinak ez volt az utolsó éve. Ausztráliában Vettel pole pozíciót ért el, de közvetlen riválisai, Raikkönen és Alonso is megelőzték őt, így csak harmadik lett. Webber az ötödik helyen ért célba. Malajziában Vettel már győzelemre tudta váltani pole pozícióját, de viharos körülmények között: figyelmen kívül hagyta a csapatutasítást, és bár így is kettős győzelmet arattak, ez a Webberrel és a csapattal való viszonyát is megrontotta. Kínában Vettel csak a 9. helyre kvalifikálta magát, Webbert pedig a rajtrács végére sorolták vissza, mert a csapat nem tudott 1 liter üzemanyagmintát szolgáltatni az FIA-nak. Egy ütközés és egy kilazult kerékcsavar aztán meg is pecsételte Webber futamát. Vettel negyedik lett és ezzel visszavette vezető helyét a bajnokságban. Bahreinben Webber megint csak hetedik lett, Vettel viszont dominálva megnyerte a versenyt. Nem sokkal ezt követően 2015 végéig szerződést is hosszabbított csapatával, a Ferrari és a Mercedes érdeklődése ellenére. A brit nagydíjon Webber is bejelentette a visszavonulását, az olasz nagydíjon pedig bejelentették, hogy utódja Daniel Ricciardo lesz. Az évad során Vettel és a Red Bull megint csak dominált.

### Renault-motorral a turbókorszakban (2014-2018)

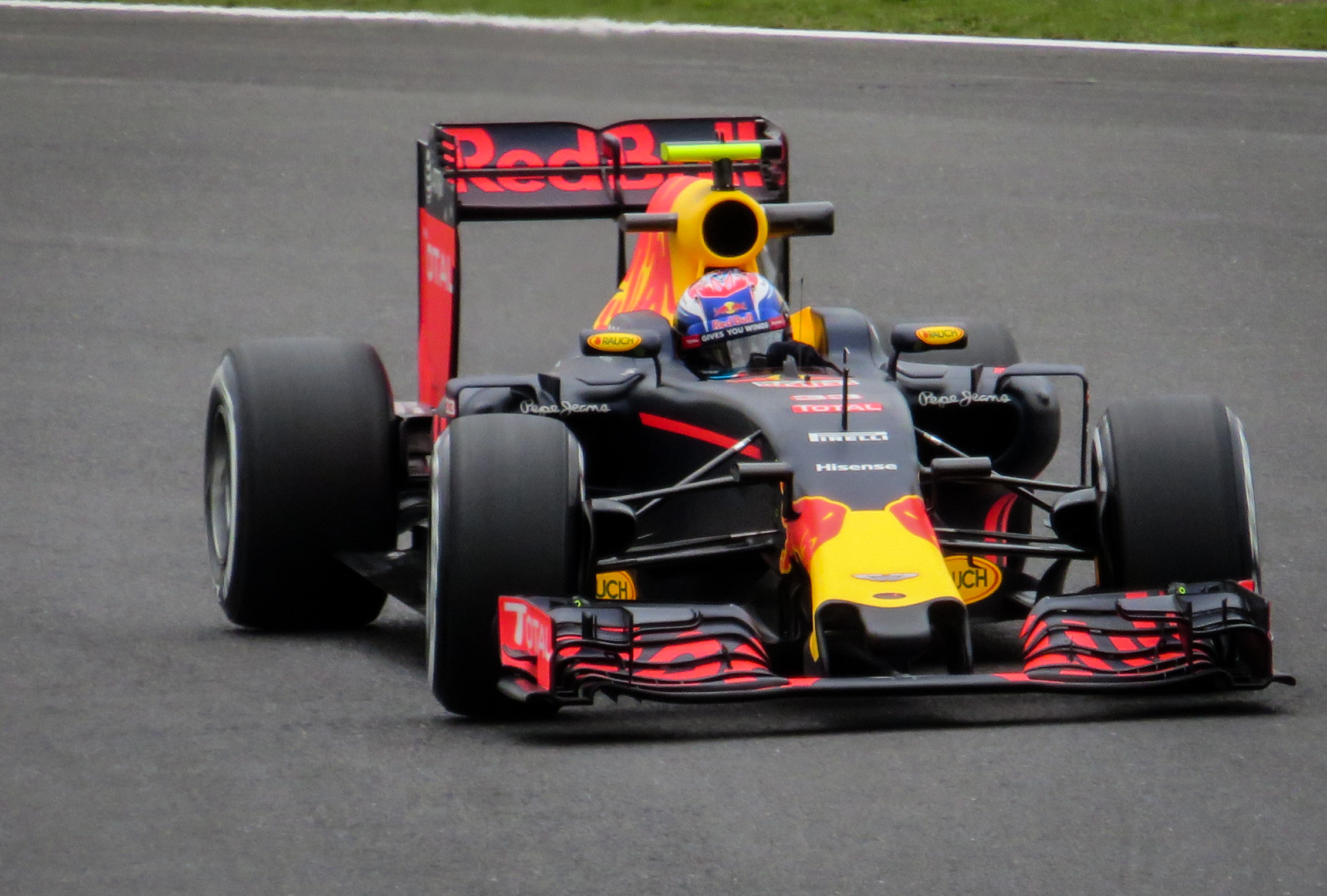
Max Verstappen a 2016-os autóval

Az új motorformula szerinti korszaknak a Red Bull a Vettel-Ricciardo párossal vágott neki. Hamar kiderült, hogy nem lesz egyszerű dolguk, ugyanis a motor gyenge és megbízhatatlan volt - a Renault egységek elemei közül valamelyikkel mindig akadt valami probléma. Ennek ellenére is az ausztrál nagydíjon Ricciardo a második helyről indulhatott (Vettel csak a 13.-ról, és végül ki is esett), és a végén is második lett, de utóbb diszkvalifikálták, mert az újonnan hozott üzemanyagfogyasztási szabályt megszegte a csapat. Hiába fellebbeztek, a döntést helybenhagyták .Malajziában aztán Vettel lett a harmadik, míg Ricciardo kiesett. Bahreinben Ricciardót veszélyes kiengedés miatt 10 helyes rajtbüntetéssel sújtották, és még így is feljött a negyedik helyre, megszerezve első pontjait. Első győzelmét a kanadai nagydíjon aratta, ezenkívül megnyerte a magyar és a belga nagydíjat is, így ő lett az egyetlen versenyző a két Mercedes-pilótán kívül, aki nyerni tudott. Christian Horner a Renault-t kemény szavakkal illette a csapnivaló teljesítmény miatt. Az év végén Vettel elhagyta a csapatot és a Ferrarihoz igazolt.
2015-ben Vettel helyére Danyiil Kyjat került, aki a Toro Rosso csapatnál már bizonyított. A Red Bull abban reménykedett, hogy ebben az évben megkezdhetik a visszaesést követő felzárkózást, de csalódniuk kellett: a megbízhatóság és a motorerő még mindig rossz volt. Ausztráliában Ricciardo ötödik lett, egy kör hátrányban, Kvjat viszont kiesett. Legjobb eredményük a magyar nagydíjon elért második-harmadik helyezés volt. Az USA nagydíjon kerültek a legközelebb a  kettős győzelemhez, de azt versenyzői hibák miatt elvesztették. 2008 óta ez volt a csapat első éve, hogy egyetlen futamot sem tudtak nyerni, ráadásul csak konstruktőri negyedikek lettek (Kvjat ötödik, Ricciardo hatodik lett az év végén). A teljesítmény visszaesése miatt már ekkor felmerült, hogy a Renault-val szerződést bontanak, de erre nem kerülhetett sor, mert egyik rivális sem volt hajlandó motort adni nekik, így kényszerből hosszabbítottak 2016-ra is, de úgy, hogy a Renault név helyett "TAG Heuer" néven futatták azokat.

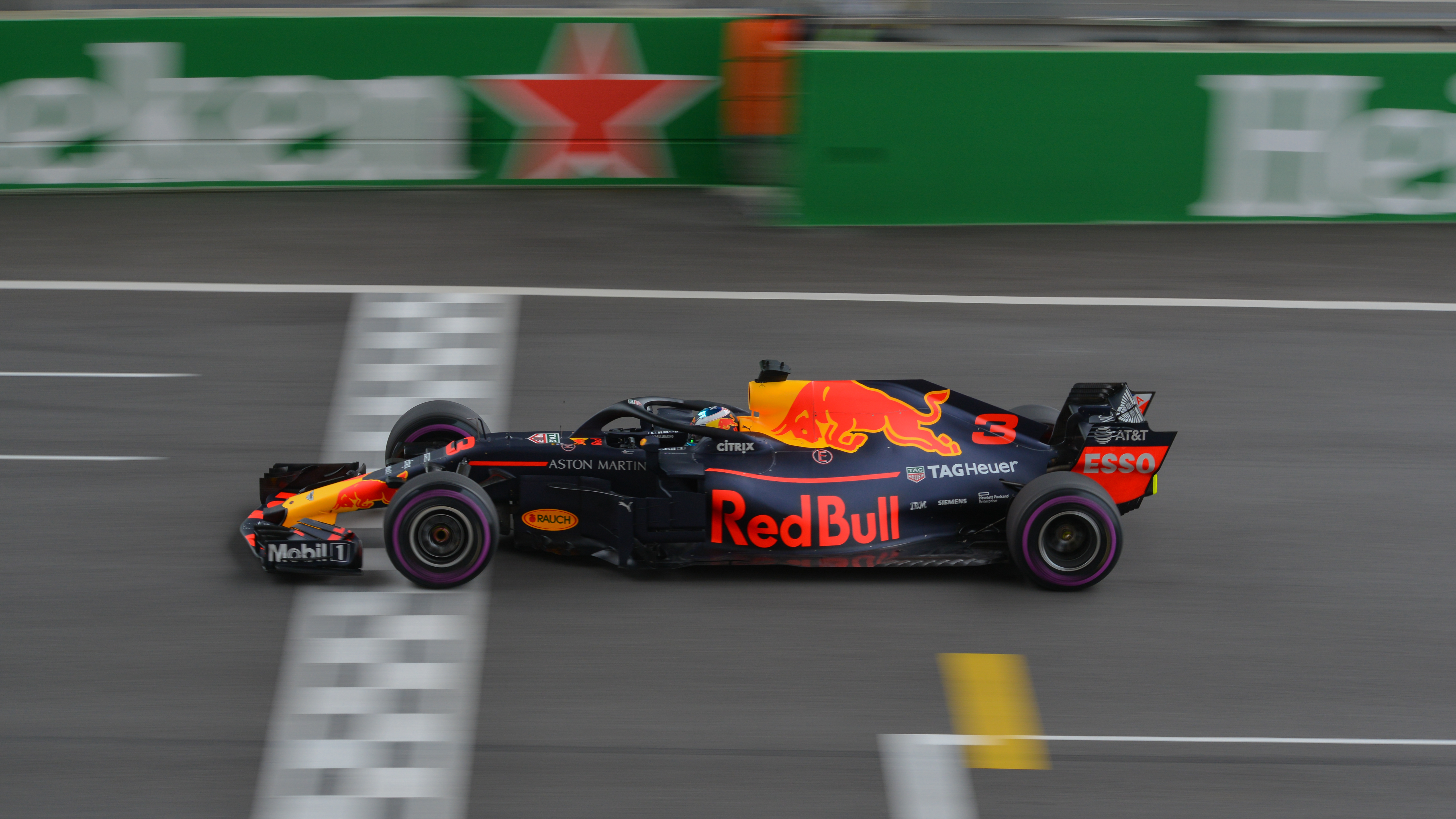
Daniel Ricciardo a 2018-as kínai nagydíjon

2016-ban az előző évi versenyzőpárossal kezdték meg az évet. Kínában érték el Kvjat révén az első dobogójukat, de a versenyző teljesítménye nem volt elégséges, ezért a Red Bull a spanyol nagydíjon lefokozta őt és helyette a Toro Rossótól leigazolta Max Verstappent. Verstappen rögtön meg is nyerte élete első Red Bullos versenyét, amivel a legfiatalabb nagydíjgyőztes lett. Ez az év már határozottabban jobban sikerült a csapat számára, Ricciardo és Verstappen is gyűjtötték a dobogós helyezéseket, Malajziában Ricciardo futamot is nyert, az év végén pedig bajnoki harmadik, a Red Bull pedig második. Verstappent ebben az évben agresszív vezetési stílusa miatt sok kritika érte, de számos esetben mutatott be lenyűgöző teljesítményt, például a brazil nagydíjon, ahol 16 kör alatt 11 helyet javítva végül harmadik lett.
2017-ben a pilótapáros maradt a Ricciardo-Verstappen, és a motorokat is a Renault adta, szintén TAG Heuer néven. Az évet rengeteg meghibásodás tarkította, Verstappen három egymást követő versenyen is kiesett motorhiba miatt, ráadásul három versenyen pedig rajtbaleset miatt esett ki. Ebben az évben háromszor nyertek: Ricciardo Azerbajdzsánban, Verstappen Malajziában és Mexikóban. Az év végén a csapat konstruktőri harmadik lett.
2018-tól kezdve az Aston Martin lett a csapat névadó szponzora. A motorral továbbra is gondok voltak: Bahreinben kettős kiesést könyvelhettek el. Ricciardo győzött Kínában, Azerbajdzsánban viszont az első körben kiestek mindketten. Monacóban Ricciardo, aki pole pozícióból indult és a verseny nagy részében vezetett is, váratlanul motorhibába futott bele, de még ennek ellenére is meg tudta nyerni a versenyt. Ez volt az utolsó alkalom, hogy a csapattal dobogóra tudott állni, ugyanis a későbbiekben számos technikai probléma hátráltatta. Verstappen ehhez képest remek eredményeket ért el: folyamatosan ott volt a dobogón és Ausztriában nyerni is tudott. Mexikóban a turbóérában először volt Red Bull első sor a futam előtt, a versenyt Verstappen nyerte. Brazíliában is nyerhetett volna, ha nem ütközik össze Esteban Oconnal. A verseny után konfliktusba is keveredtek, ami miatt Verstappent 2 nap "közérdekű munkára" ítélte a FIA. Mivel a bajnokságban úgy lettek harmadikok, hogy nem rajtuk, hanem a technikán múlt, ezért a csapat eldöntötte, hogy 2019-től hivatalosan is a Honda motorjaira váltanak.

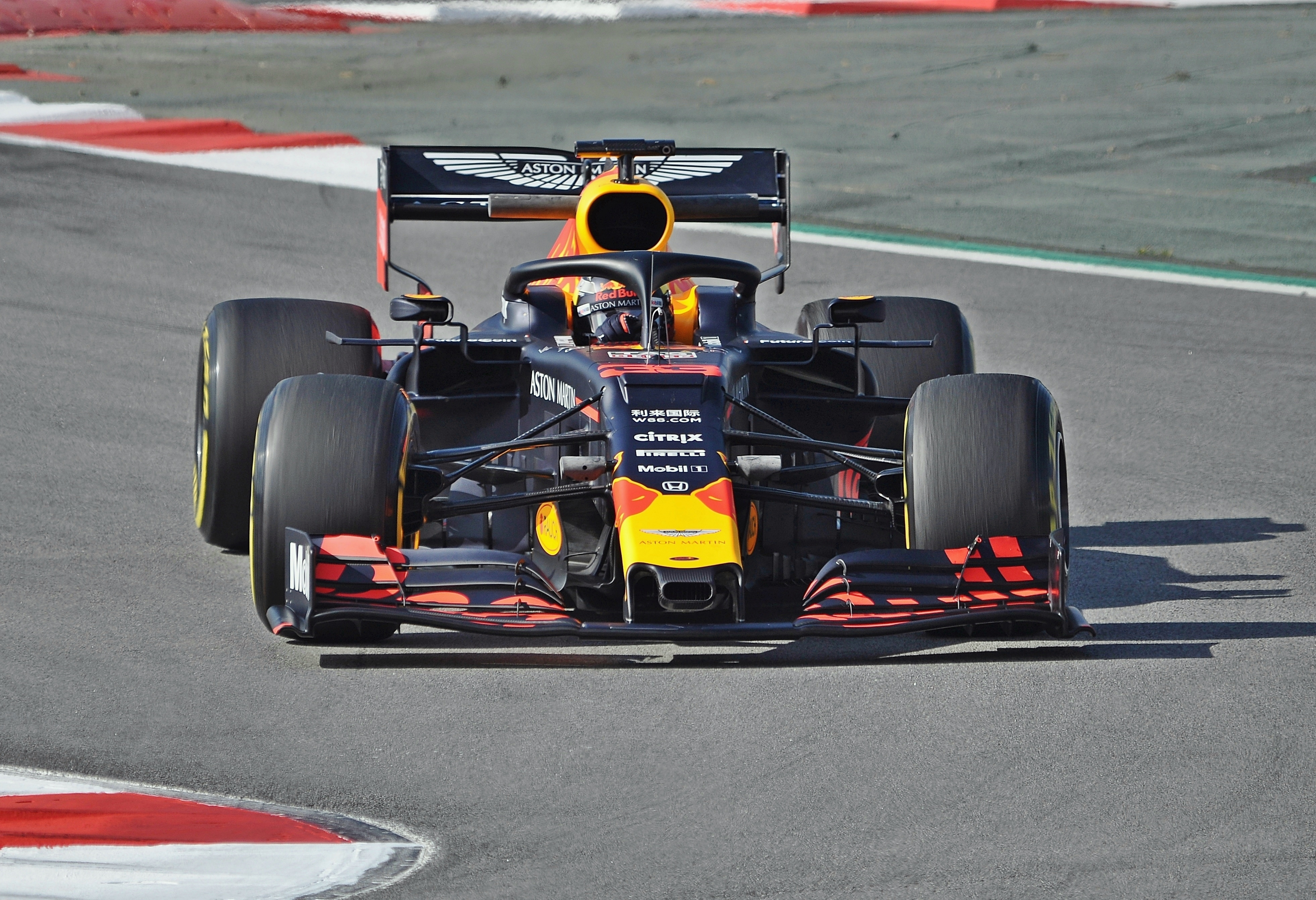
Max Verstappen a 2019-es szezon előtti teszten

### Honda motorral (2019-2021)
A Hondával való együttműködést ígéretesnek tartották, figyelemmel a Toro Rosso előző évi munkájára. Célkitűzésük az 5 futamgyőzelem volt az évben, amit sokan kissé eltúlzottnak tartottak. Ez nem is volt alaptalan, ugyanis a Hondát is sújtották az év elején különféle problémák. A csapathoz a távozó Ricciardo helyére Pierre Gasly került. Az év első felében a csapat átlagosan teljesített, Verstappen folyamatos dobogós helyezéseket szerzett. Ausztriából aztán a csapat nagy meglepetésre önerőből is nyerni tudott, Verstappen megnyerte a futamot, 2006 óta először diadalmaskodott Honda motoros autó a Formula–1-ben. Ezt a teljesítményt Németországban is megismételte, majd Brazíliában is, és a magyar nagydíjon is nyerhetett volna Verstappen (aki itt pole pozícióból indulhatott, életében először), de Hamilton jobb taktikával megelőzte őt. Vele ellentétben Gasly csak szenvedett, ezért a nyári szünetben lecserélték őt a Toro Rosso pilótájára, Alexander Albonra.
2020. október 2-án a Honda bejelentette, hogy a 2021-es szezon végén ismét kivonul a Formula–1-ből, és a 2022-es szezontól már nem látja el motorokkal a Red Bullt és a 2020-tól AlphaTauri néven induló korábbi Toro Rossót.

## Eredmények a Formula–1-ben

### Összefoglaló
| Szezon | Név                                | Modell | Gumi | Motor                      | Üzemanyag  | Versenyzők                                        | Helyezés        |
| ------ | ---------------------------------- | ------ | ---- | -------------------------- | ---------- | ------------------------------------------------- | --------------- |
| 2023   | Oracle Red Bull Racing             | RB19   | P    | Honda RBPT                 | ExxonMobil | Max Verstappen Sergio Pérez                       | 1. (860 pont)   |
| 2022   | Oracle Red Bull Racing             | RB18   | P    | Red Bull RBPTH001          | ExxonMobil | Max Verstappen Sergio Pérez                       | 1. (759 pont)   |
| 2021   | Red Bull Racing-Honda              | RB16B  | P    | Honda RA620H 1.6 V6t turbó | ExxonMobil | Sergio Pérez Max Verstappen                       | 2. (585,5 pont) |
| 2020   | Aston Martin Red Bull Racing-Honda | RB16   | P    | Honda RA620H 1.6 V6t turbó | ExxonMobil | Alexander Albon Max Verstappen                    | 2. (319 pont)   |
| 2019   | Aston Martin Red Bull Racing-Honda | RB15   | P    | Honda RA619H 1.6 V6t turbó | ExxonMobil | Pierre Gasly Alexander Albon Max Verstappen       | 3. (417 pont)   |
| 2018   | Aston Martin Red Bull Racing       | RB14   | P    | Aston Martin V6 turbó      | ExxonMobil | Daniel Ricciardo Max Verstappen                   | 3. (419 pont)   |
| 2017   | Red Bull Racing                    | RB13   | P    | TAG-Heuer V6 turbó         | ExxonMobil | Daniel Ricciardo Max Verstappen                   | 3. (368 pont)   |
| 2016   | Red Bull Racing                    | RB12   | P    | TAG-Heuer V6 turbó         | Total      | Daniel Ricciardo Danyiil Kvjat Max Verstappen     | 2. (468 pont)   |
| 2015   | Infiniti Red Bull Racing           | RB11   | P    | Renault V6 turbó           | Total      | Daniel Ricciardo Danyiil Kvjat                    | 4. (187 pont)   |
| 2014   | Infiniti Red Bull Racing           | RB10   | P    | Renault V6 turbó           | Total      | Sebastian Vettel Daniel Ricciardo                 | 2. (405 pont)   |
| 2013   | Infiniti Red Bull Racing           | RB9    | P    | Renault V8                 | Total      | Sebastian Vettel Mark Webber                      | 1. (596 pont)   |
| 2012   | Red Bull Racing                    | RB8    | P    | Renault V8                 | Total      | Sebastian Vettel Mark Webber                      | 1. (460 pont)   |
| 2011   | Red Bull Racing                    | RB7    | P    | Renault V8                 | Total      | Sebastian Vettel Mark Webber                      | 1. (650 pont)   |
| 2010   | Red Bull Racing                    | RB6    | B    | Renault V8                 | Total      | Sebastian Vettel Mark Webber                      | 1. (498 pont)   |
| 2009   | Red Bull Racing                    | RB5    | B    | Renault V8                 | Total      | Sebastian Vettel Mark Webber                      | 2. (153,5 pont) |
| 2008   | Red Bull Racing                    | RB4    | B    | Renault V8                 | Elf        | David Coulthard Mark Webber                       | 7. (29 pont)    |
| 2007   | Red Bull Racing                    | RB3    | B    | Renault V8                 | Elf        | David Coulthard Mark Webber                       | 5. (24 pont)    |
| 2006   | Red Bull Racing                    | RB2    | M    | Ferrari V8                 | Shell      | David Coulthard Christian Klien Robert Doornbos   | 7. (16 pont)    |
| 2005   | Red Bull Racing                    | RB1    | M    | Cosworth V10               | Castrol    | David Coulthard Christian Klien Vitantonio Liuzzi | 7. (34 pont)    |

### Teljes Formula–1-es eredménysorozata
(Táblázat értelmezése)

(Félkövér: pole-pozícióból indult; dőlt: leggyorsabb kört futott) 

| A Red Bull teljes Formula–1-es eredménysorozata | A Red Bull teljes Formula–1-es eredménysorozata | A Red Bull teljes Formula–1-es eredménysorozata | A Red Bull teljes Formula–1-es eredménysorozata | A Red Bull teljes Formula–1-es eredménysorozata | A Red Bull teljes Formula–1-es eredménysorozata | A Red Bull teljes Formula–1-es eredménysorozata | A Red Bull teljes Formula–1-es eredménysorozata | A Red Bull teljes Formula–1-es eredménysorozata | A Red Bull teljes Formula–1-es eredménysorozata | A Red Bull teljes Formula–1-es eredménysorozata | A Red Bull teljes Formula–1-es eredménysorozata | A Red Bull teljes Formula–1-es eredménysorozata | A Red Bull teljes Formula–1-es eredménysorozata | A Red Bull teljes Formula–1-es eredménysorozata | A Red Bull teljes Formula–1-es eredménysorozata | A Red Bull teljes Formula–1-es eredménysorozata | A Red Bull teljes Formula–1-es eredménysorozata | A Red Bull teljes Formula–1-es eredménysorozata | A Red Bull teljes Formula–1-es eredménysorozata | A Red Bull teljes Formula–1-es eredménysorozata | A Red Bull teljes Formula–1-es eredménysorozata | A Red Bull teljes Formula–1-es eredménysorozata | A Red Bull teljes Formula–1-es eredménysorozata | A Red Bull teljes Formula–1-es eredménysorozata | A Red Bull teljes Formula–1-es eredménysorozata | A Red Bull teljes Formula–1-es eredménysorozata | A Red Bull teljes Formula–1-es eredménysorozata | A Red Bull teljes Formula–1-es eredménysorozata | A Red Bull teljes Formula–1-es eredménysorozata |
| Év                                              | Modell                                          | Motor                                           | Gumi                                            | Versenyzők                                      | 1                                               | 2                                               | 3                                               | 4                                               | 5                                               | 6                                               | 7                                               | 8                                               | 9                                               | 10                                              | 11                                              | 12                                              | 13                                              | 14                                              | 15                                              | 16                                              | 17                                              | 18                                              | 19                                              | 20                                              | 21                                              | 22                                              | 23                                              | Pont                                            | Helyezés                                        |
| ----------------------------------------------- | ----------------------------------------------- | ----------------------------------------------- | ----------------------------------------------- | ----------------------------------------------- | ----------------------------------------------- | ----------------------------------------------- | ----------------------------------------------- | ----------------------------------------------- | ----------------------------------------------- | ----------------------------------------------- | ----------------------------------------------- | ----------------------------------------------- | ----------------------------------------------- | ----------------------------------------------- | ----------------------------------------------- | ----------------------------------------------- | ----------------------------------------------- | ----------------------------------------------- | ----------------------------------------------- | ----------------------------------------------- | ----------------------------------------------- | ----------------------------------------------- | ----------------------------------------------- | ----------------------------------------------- | ----------------------------------------------- | ----------------------------------------------- | ----------------------------------------------- | ----------------------------------------------- | ----------------------------------------------- |
| 2023                                            | RB19                                            | Red Bull 1.6 V6 t                               | P                                               |                                                 | BHR                                             | SAU                                             | AUS                                             | AZE                                             | MIA                                             | MON                                             | ESP                                             | CAN                                             | AUT                                             | GBR                                             | HUN                                             | BEL                                             | NED                                             | ITA                                             | SIN                                             | JPN                                             | QAT                                             | USA                                             | MEX                                             | BRA                                             | LVS                                             | UAE                                             |                                                 | 860                                             | 1.                                              |
| 2023                                            | RB19                                            | Red Bull 1.6 V6 t                               | P                                               | Max Verstappen                                  | 1                                               | 2                                               | 1                                               | 2                                               | 1                                               | 1                                               | 1                                               | 1                                               | 1                                               | 1                                               | 1                                               | 1                                               | 1                                               | 1                                               | 5                                               | 1                                               | 1                                               | 1                                               | 1                                               | 1                                               | 1                                               | 1                                               |                                                 | 860                                             | 1.                                              |
| 2023                                            | RB19                                            | Red Bull 1.6 V6 t                               | P                                               | Sergio Pérez                                    | 2                                               | 1                                               | 5                                               | 1                                               | 2                                               | 16                                              | 4                                               | 6                                               | 3                                               | 6                                               | 3                                               | 2                                               | 4                                               | 2                                               | 8                                               | ki                                              | 10                                              | 4                                               | ki                                              | 4                                               | 3                                               | 4                                               |                                                 | 860                                             | 1.                                              |
| 2022                                            | RB18                                            | Red Bull RBPTH001 1.6 V6 t                      | P                                               |                                                 | BHR                                             | SAU                                             | AUS                                             | EMI                                             | MIA                                             | ESP                                             | MON                                             | AZE                                             | CAN                                             | GBR                                             | AUT                                             | FRA                                             | HUN                                             | BEL                                             | NED                                             | ITA                                             | SIN                                             | JPN                                             | USA                                             | MEX                                             | BRA                                             | UAE                                             |                                                 | 759                                             | 1.                                              |
| 2022                                            | RB18                                            | Red Bull RBPTH001 1.6 V6 t                      | P                                               | Max Verstappen                                  | 19†                                             | 1                                               | ki                                              | 1                                               | 1                                               | 1                                               | 3                                               | 1                                               | 1                                               | 7                                               | 2                                               | 1                                               | 1                                               | 1                                               | 1                                               | 1                                               | 7                                               | 1                                               | 1                                               | 1                                               | 6                                               | 1                                               |                                                 | 759                                             | 1.                                              |
| 2022                                            | RB18                                            | Red Bull RBPTH001 1.6 V6 t                      | P                                               | Sergio Pérez                                    | 18†                                             | 4                                               | 2                                               | 2                                               | 4                                               | 2                                               | 1                                               | 2                                               | ki                                              | 2                                               | ki                                              | 4                                               | 5                                               | 2                                               | 5                                               | 6                                               | 1                                               | 2                                               | 4                                               | 3                                               | 7                                               | 3                                               |                                                 | 759                                             | 1.                                              |
| 2021                                            | RB16B                                           | Honda RA621H 1.6t V6 turbó                      | P                                               |                                                 | BHR                                             | EMI                                             | POR                                             | ESP                                             | MON                                             | AZE                                             | FRA                                             | STY                                             | AUT                                             | GBR                                             | HUN                                             | BEL                                             | NED                                             | ITA                                             | RUS                                             | TUR                                             | USA                                             | MEX                                             | BRA                                             | QAT                                             | SAU                                             | UAE                                             |                                                 | 585,5                                           | 2.                                              |
| 2021                                            | RB16B                                           | Honda RA621H 1.6t V6 turbó                      | P                                               | Max Verstappen                                  | 2                                               | 1                                               | 2                                               | 2                                               | 1                                               | 18†                                             | 1                                               | 1                                               | 1                                               | ki                                              | 9                                               | 1                                               | 1                                               | ki                                              | 2                                               | 2                                               | 1                                               | 1                                               | 2                                               | 2                                               | 2                                               | 1                                               |                                                 | 585,5                                           | 2.                                              |
| 2021                                            | RB16B                                           | Honda RA621H 1.6t V6 turbó                      | P                                               | Sergio Pérez                                    | 5                                               | 11                                              | 4                                               | 5                                               | 4                                               | 1                                               | 3                                               | 4                                               | 6                                               | 16                                              | ki                                              | 19                                              | 7                                               | 5                                               | 9                                               | 3                                               | 3                                               | 3                                               | 4                                               | 4                                               | ki                                              | 15†                                             |                                                 | 585,5                                           | 2.                                              |
| 2020                                            | RB16                                            | Honda RA620H 1.6t V6 turbó                      | P                                               |                                                 | AUT                                             | STY                                             | HUN                                             | GBR                                             | 70                                              | ESP                                             | BEL                                             | ITA                                             | TOS                                             | RUS                                             | EIF                                             | POR                                             | EMI                                             | TUR                                             | BHR                                             | SAK                                             | UAE                                             |                                                 |                                                 |                                                 |                                                 |                                                 |                                                 | 319                                             | 2.                                              |
| 2020                                            | RB16                                            | Honda RA620H 1.6t V6 turbó                      | P                                               | Alexander Albon                                 | 13†                                             | 4                                               | 5                                               | 8                                               | 5                                               | 8                                               | 6                                               | 15                                              | 3                                               | 10                                              | ki                                              | 12                                              | 15                                              | 7                                               | 3                                               | 6                                               | 4                                               |                                                 |                                                 |                                                 |                                                 |                                                 |                                                 | 319                                             | 2.                                              |
| 2020                                            | RB16                                            | Honda RA620H 1.6t V6 turbó                      | P                                               | Max Verstappen                                  | ki                                              | 3                                               | 2                                               | 2                                               | 1                                               | 2                                               | 3                                               | ki                                              | ki                                              | 2                                               | 2                                               | 3                                               | ki                                              | 6                                               | 2                                               | ki                                              | 1                                               |                                                 |                                                 |                                                 |                                                 |                                                 |                                                 | 319                                             | 2.                                              |
| 2019                                            | RB15                                            | Honda RA619H 1.6t V6 turbó                      | P                                               |                                                 | AUS                                             | BHR                                             | CHN                                             | AZE                                             | ESP                                             | MON                                             | CAN                                             | FRA                                             | AUT                                             | GBR                                             | GER                                             | HUN                                             | BEL                                             | ITA                                             | SIN                                             | RUS                                             | JPN                                             | MEX                                             | USA                                             | BRA                                             | UAE                                             |                                                 |                                                 | 405                                             | 3.                                              |
| 2019                                            | RB15                                            | Honda RA619H 1.6t V6 turbó                      | P                                               | Pierre Gasly                                    | 11                                              | 8                                               | 6                                               | ki                                              | 6                                               | 5                                               | 8                                               | 10                                              | 7                                               | 4                                               | 14†                                             | 6                                               |                                                 |                                                 |                                                 |                                                 |                                                 |                                                 |                                                 |                                                 |                                                 |                                                 |                                                 | 405                                             | 3.                                              |
| 2019                                            | RB15                                            | Honda RA619H 1.6t V6 turbó                      | P                                               | Alexander Albon                                 |                                                 |                                                 |                                                 |                                                 |                                                 |                                                 |                                                 |                                                 |                                                 |                                                 |                                                 |                                                 | 5                                               | 6                                               | 6                                               | 5                                               | 4                                               | 5                                               | 5                                               | 14                                              | 6                                               |                                                 |                                                 | 405                                             | 3.                                              |
| 2019                                            | RB15                                            | Honda RA619H 1.6t V6 turbó                      | P                                               | Max Verstappen                                  | 3                                               | 4                                               | 4                                               | 4                                               | 3                                               | 4                                               | 5                                               | 4                                               | 1                                               | 5                                               | 1                                               | 2                                               | ki                                              | 8                                               | 3                                               | 4                                               | ki                                              | 6                                               | 3                                               | 1                                               | 2                                               |                                                 |                                                 | 405                                             | 3.                                              |
| 2018                                            | RB14                                            | TAG-Heuer(Renault) R.E.18 1.6 V6 turbó          | P                                               |                                                 | AUS                                             | BHR                                             | CHN                                             | AZE                                             | ESP                                             | MON                                             | CAN                                             | FRA                                             | AUT                                             | GBR                                             | GER                                             | HUN                                             | BEL                                             | ITA                                             | SIN                                             | RUS                                             | JPN                                             | USA                                             | MEX                                             | BRA                                             | UAE                                             |                                                 |                                                 | 419                                             | 3.                                              |
| 2018                                            | RB14                                            | TAG-Heuer(Renault) R.E.18 1.6 V6 turbó          | P                                               | Daniel Ricciardo                                | 4                                               | ki                                              | 1                                               | ki                                              | 5                                               | 1                                               | 4                                               | 4                                               | ki                                              | 5                                               | ki                                              | 4                                               | ki                                              | ki                                              | 6                                               | 6                                               | 4                                               | ki                                              | ki                                              | 4                                               | 4                                               |                                                 |                                                 | 419                                             | 3.                                              |
| 2018                                            | RB14                                            | TAG-Heuer(Renault) R.E.18 1.6 V6 turbó          | P                                               | Max Verstappen                                  | 6                                               | ki                                              | 5                                               | ki                                              | 3                                               | 9                                               | 3                                               | 2                                               | 1                                               | 15†                                             | 4                                               | ki                                              | 3                                               | 5                                               | 2                                               | 5                                               | 3                                               | 2                                               | 1                                               | 2                                               | 3                                               |                                                 |                                                 | 419                                             | 3.                                              |
| 2017                                            | RB13                                            | TAG-Heuer(Renault) R.E.17 1.6 V6 turbó          | P                                               |                                                 | AUS                                             | CHN                                             | BHR                                             | RUS                                             | ESP                                             | MON                                             | CAN                                             | AZE                                             | AUT                                             | GBR                                             | HUN                                             | BEL                                             | ITA                                             | SIN                                             | MAL                                             | JPN                                             | USA                                             | MEX                                             | BRA                                             | UAE                                             |                                                 |                                                 |                                                 | 368                                             | 3.                                              |
| 2017                                            | RB13                                            | TAG-Heuer(Renault) R.E.17 1.6 V6 turbó          | P                                               | Daniel Ricciardo                                | Ki                                              | 4                                               | 5                                               | ki                                              | 3                                               | 3                                               | 3                                               | 1                                               | 3                                               | 5                                               | ki                                              | 3                                               | 4                                               | 2                                               | 3                                               | 3                                               | ki                                              | ki                                              | 6                                               | ki                                              |                                                 |                                                 |                                                 | 368                                             | 3.                                              |
| 2017                                            | RB13                                            | TAG-Heuer(Renault) R.E.17 1.6 V6 turbó          | P                                               | Max Verstappen                                  | 5                                               | 3                                               | ki                                              | 5                                               | ki                                              | 5                                               | ki                                              | ki                                              | ki                                              | 4                                               | 5                                               | ki                                              | 10                                              | ki                                              | 1                                               | 2                                               | 4                                               | 1                                               | 5                                               | 5                                               |                                                 |                                                 |                                                 | 368                                             | 3.                                              |
| 2016                                            | RB12                                            | TAG-Heuer(Renault) R.E.16 1.6 V6 turbó          | P                                               |                                                 | AUS                                             | BHR                                             | CHN                                             | RUS                                             | ESP                                             | MON                                             | CAN                                             | EUR                                             | AUT                                             | GBR                                             | HUN                                             | GER                                             | BEL                                             | ITA                                             | SIN                                             | MAL                                             | JPN                                             | USA                                             | MEX                                             | BRA                                             | UAE                                             |                                                 |                                                 | 468                                             | 2.                                              |
| 2016                                            | RB12                                            | TAG-Heuer(Renault) R.E.16 1.6 V6 turbó          | P                                               | Daniel Ricciardo                                | 4                                               | 4                                               | 4                                               | 11                                              | 4                                               | 2                                               | 7                                               | 7                                               | 5                                               | 4                                               | 3                                               | 2                                               | 2                                               | 5                                               | 2                                               | 1                                               | 6                                               | 3                                               | 3                                               | 8                                               | 5                                               |                                                 |                                                 | 468                                             | 2.                                              |
| 2016                                            | RB12                                            | TAG-Heuer(Renault) R.E.16 1.6 V6 turbó          | P                                               | Danyiil Kvjat                                   | ni                                              | 7                                               | 3                                               | 15                                              |                                                 |                                                 |                                                 |                                                 |                                                 |                                                 |                                                 |                                                 |                                                 |                                                 |                                                 |                                                 |                                                 |                                                 |                                                 |                                                 |                                                 |                                                 |                                                 | 468                                             | 2.                                              |
| 2016                                            | RB12                                            | TAG-Heuer(Renault) R.E.16 1.6 V6 turbó          | P                                               | Max Verstappen                                  |                                                 |                                                 |                                                 |                                                 | 1                                               | ki                                              | 4                                               | 8                                               | 2                                               | 2                                               | 5                                               | 3                                               | 11                                              | 7                                               | 6                                               | 2                                               | 2                                               | ki                                              | 4                                               | 3                                               | 4                                               |                                                 |                                                 | 468                                             | 2.                                              |
| 2015                                            | RB11                                            | Renault Energy F1-2015 1.6 V6 turbó             | P                                               |                                                 | AUS                                             | MAL                                             | CHN                                             | BHR                                             | ESP                                             | MON                                             | CAN                                             | AUT                                             | GBR                                             | HUN                                             | BEL                                             | ITA                                             | SIN                                             | JPN                                             | RUS                                             | USA                                             | MEX                                             | BRA                                             | UAE                                             |                                                 |                                                 |                                                 |                                                 | 187                                             | 4.                                              |
| 2015                                            | RB11                                            | Renault Energy F1-2015 1.6 V6 turbó             | P                                               | Daniel Ricciardo                                | 6                                               | 10                                              | 9                                               | 6                                               | 7                                               | 5                                               | 13                                              | 10                                              | ki                                              | 3                                               | ki                                              | 8                                               | 2                                               | 15                                              | 15†                                             | 10                                              | 5                                               | 11                                              | 6                                               |                                                 |                                                 |                                                 |                                                 | 187                                             | 4.                                              |
| 2015                                            | RB11                                            | Renault Energy F1-2015 1.6 V6 turbó             | P                                               | Danyiil Kvjat                                   | ni                                              | 9                                               | ki                                              | 9                                               | 10                                              | 4                                               | 9                                               | 12                                              | 6                                               | 2                                               | 4                                               | 10                                              | 6                                               | 13                                              | 5                                               | ki                                              | 4                                               | 7                                               | 10                                              |                                                 |                                                 |                                                 |                                                 | 187                                             | 4.                                              |
| 2014                                            | RB10                                            | Renault Energy F1-2014 1.6 V6 turbó             | P                                               |                                                 | AUS                                             | MAL                                             | BHR                                             | CHN                                             | ESP                                             | MON                                             | CAN                                             | AUT                                             | GBR                                             | GER                                             | HUN                                             | BEL                                             | ITA                                             | SIN                                             | JPN                                             | RUS                                             | USA                                             | BRA                                             | UAE                                             |                                                 |                                                 |                                                 |                                                 | 405                                             | 2.                                              |
| 2014                                            | RB10                                            | Renault Energy F1-2014 1.6 V6 turbó             | P                                               | Sebastian Vettel                                | ki                                              | 3                                               | 6                                               | 5                                               | 4                                               | ki                                              | 3                                               | ki                                              | 5                                               | 4                                               | 7                                               | 5                                               | 6                                               | 2                                               | 3                                               | 8                                               | 7                                               | 5                                               | 8                                               |                                                 |                                                 |                                                 |                                                 | 405                                             | 2.                                              |
| 2014                                            | RB10                                            | Renault Energy F1-2014 1.6 V6 turbó             | P                                               | Daniel Ricciardo                                | kiz                                             | ki                                              | 4                                               | 4                                               | 3                                               | 3                                               | 1                                               | 8                                               | 3                                               | 6                                               | 1                                               | 1                                               | 5                                               | 3                                               | 4                                               | 7                                               | 3                                               | ki                                              | 4                                               |                                                 |                                                 |                                                 |                                                 | 405                                             | 2.                                              |
| 2013                                            | RB9                                             | Renault RS27-2013 2.4 V8                        | P                                               |                                                 | AUS                                             | MAL                                             | CHN                                             | BHR                                             | ESP                                             | MON                                             | CAN                                             | GBR                                             | GER                                             | HUN                                             | BEL                                             | ITA                                             | SIN                                             | KOR                                             | JPN                                             | IND                                             | UAE                                             | USA                                             | BRA                                             |                                                 |                                                 |                                                 |                                                 | 596                                             | 1.                                              |
| 2013                                            | RB9                                             | Renault RS27-2013 2.4 V8                        | P                                               | Sebastian Vettel                                | 3                                               | 1                                               | 4                                               | 1                                               | 4                                               | 2                                               | 1                                               | ki                                              | 1                                               | 3                                               | 1                                               | 1                                               | 1                                               | 1                                               | 1                                               | 1                                               | 1                                               | 1                                               | 1                                               |                                                 |                                                 |                                                 |                                                 | 596                                             | 1.                                              |
| 2013                                            | RB9                                             | Renault RS27-2013 2.4 V8                        | P                                               | Mark Webber                                     | 6                                               | 2                                               | ki                                              | 7                                               | 5                                               | 3                                               | 2                                               | 4                                               | 7                                               | 4                                               | 5                                               | 3                                               | 15                                              | ki                                              | 2                                               | ki                                              | 2                                               | 3                                               | 2                                               |                                                 |                                                 |                                                 |                                                 | 596                                             | 1.                                              |
| 2012                                            | RB8                                             | Renault RS27-2012 2.4 V8                        | P                                               |                                                 | AUS                                             | MAL                                             | CHN                                             | BHR                                             | ESP                                             | MON                                             | CAN                                             | EUR                                             | GBR                                             | GER                                             | HUN                                             | BEL                                             | ITA                                             | SIN                                             | JPN                                             | KOR                                             | IND                                             | UAE                                             | USA                                             | BRA                                             |                                                 |                                                 |                                                 | 460                                             | 1.                                              |
| 2012                                            | RB8                                             | Renault RS27-2012 2.4 V8                        | P                                               | Sebastian Vettel                                | 2                                               | 11                                              | 5                                               | 1                                               | 6                                               | 4                                               | 4                                               | ki                                              | 3                                               | 5                                               | 4                                               | 2                                               | 22†                                             | 1                                               | 1                                               | 1                                               | 1                                               | 3                                               | 2                                               | 6                                               |                                                 |                                                 |                                                 | 460                                             | 1.                                              |
| 2012                                            | RB8                                             | Renault RS27-2012 2.4 V8                        | P                                               | Mark Webber                                     | 4                                               | 4                                               | 4                                               | 4                                               | 11                                              | 1                                               | 7                                               | 4                                               | 1                                               | 8                                               | 8                                               | 6                                               | 20†                                             | 11                                              | 9                                               | 2                                               | 3                                               | ki                                              | ki                                              | 4                                               |                                                 |                                                 |                                                 | 460                                             | 1.                                              |
| 2011                                            | RB7                                             | Renault RS27-2011 2.4 V8                        | P                                               |                                                 | AUS                                             | MAL                                             | CHN                                             | TUR                                             | ESP                                             | MON                                             | CAN                                             | EUR                                             | GBR                                             | GER                                             | HUN                                             | BEL                                             | ITA                                             | SIN                                             | JPN                                             | KOR                                             | IND                                             | UAE                                             | BRA                                             |                                                 |                                                 |                                                 |                                                 | 650                                             | 1.                                              |
| 2011                                            | RB7                                             | Renault RS27-2011 2.4 V8                        | P                                               | Sebastian Vettel                                | 1                                               | 1                                               | 2                                               | 1                                               | 1                                               | 1                                               | 2                                               | 1                                               | 2                                               | 4                                               | 2                                               | 1                                               | 1                                               | 1                                               | 3                                               | 1                                               | 1                                               | ki                                              | 2                                               |                                                 |                                                 |                                                 |                                                 | 650                                             | 1.                                              |
| 2011                                            | RB7                                             | Renault RS27-2011 2.4 V8                        | P                                               | Mark Webber                                     | 5                                               | 4                                               | 3                                               | 2                                               | 4                                               | 4                                               | 3                                               | 3                                               | 3                                               | 3                                               | 5                                               | 2                                               | ki                                              | 3                                               | 4                                               | 3                                               | 4                                               | 4                                               | 1                                               |                                                 |                                                 |                                                 |                                                 | 650                                             | 1.                                              |
| 2010                                            | RB6                                             | Renault RS27-2010 2.4 V8                        | B                                               |                                                 | BHR                                             | AUS                                             | MAL                                             | CHN                                             | ESP                                             | MON                                             | TUR                                             | CAN                                             | EUR                                             | GBR                                             | GER                                             | HUN                                             | BEL                                             | ITA                                             | SIN                                             | JPN                                             | KOR                                             | BRA                                             | UAE                                             |                                                 |                                                 |                                                 |                                                 | 498                                             | 1.                                              |
| 2010                                            | RB6                                             | Renault RS27-2010 2.4 V8                        | B                                               | Sebastian Vettel                                | 4                                               | ki                                              | 1                                               | 6                                               | 3                                               | 2                                               | ki                                              | 4                                               | 1                                               | 7                                               | 3                                               | 3                                               | 15                                              | 4                                               | 2                                               | 1                                               | ki                                              | 1                                               | 1                                               |                                                 |                                                 |                                                 |                                                 | 498                                             | 1.                                              |
| 2010                                            | RB6                                             | Renault RS27-2010 2.4 V8                        | B                                               | Mark Webber                                     | 8                                               | 9                                               | 2                                               | 8                                               | 1                                               | 1                                               | 3                                               | 5                                               | ki                                              | 1                                               | 6                                               | 1                                               | 2                                               | 6                                               | 3                                               | 2                                               | ki                                              | 2                                               | 8                                               |                                                 |                                                 |                                                 |                                                 | 498                                             | 1.                                              |
| 2009                                            | RB5                                             | Renault RS27 2.4 V8                             | B                                               |                                                 | AUS                                             | MAL                                             | CHN                                             | BHR                                             | ESP                                             | MON                                             | TUR                                             | GBR                                             | GER                                             | HUN                                             | EUR                                             | BEL                                             | ITA                                             | SIN                                             | JPN                                             | BRA                                             | UAE                                             |                                                 |                                                 |                                                 |                                                 |                                                 |                                                 | 153,5                                           | 2.                                              |
| 2009                                            | RB5                                             | Renault RS27 2.4 V8                             | B                                               | Mark Webber                                     | 12                                              | 6                                               | 2                                               | 11                                              | 3                                               | 5                                               | 2                                               | 2                                               | 1                                               | 3                                               | 9                                               | 9                                               | ki                                              | ki                                              | 17                                              | 1                                               | 2                                               |                                                 |                                                 |                                                 |                                                 |                                                 |                                                 | 153,5                                           | 2.                                              |
| 2009                                            | RB5                                             | Renault RS27 2.4 V8                             | B                                               | Sebastian Vettel                                | 13†                                             | 15                                              | 1                                               | 2                                               | 4                                               | ki                                              | 3                                               | 1                                               | 2                                               | ki                                              | ki                                              | 3                                               | 8                                               | 4                                               | 1                                               | 4                                               | 1                                               |                                                 |                                                 |                                                 |                                                 |                                                 |                                                 | 153,5                                           | 2.                                              |
| 2008                                            | RB4                                             | Renault RS27 2.4 V8                             | B                                               |                                                 | AUS                                             | MAL                                             | BHR                                             | ESP                                             | TUR                                             | MON                                             | CAN                                             | FRA                                             | GBR                                             | GER                                             | HUN                                             | EUR                                             | BEL                                             | ITA                                             | SIN                                             | JPN                                             | CHN                                             | BRA                                             |                                                 |                                                 |                                                 |                                                 |                                                 | 29                                              | 7.                                              |
| 2008                                            | RB4                                             | Renault RS27 2.4 V8                             | B                                               | David Coulthard                                 | ki                                              | 9                                               | 18                                              | 12                                              | 9                                               | ki                                              | 3                                               | 9                                               | ki                                              | 13                                              | 14                                              | 17                                              | 11                                              | 16                                              | 7                                               | ki                                              | 10                                              | ki                                              |                                                 |                                                 |                                                 |                                                 |                                                 | 29                                              | 7.                                              |
| 2008                                            | RB4                                             | Renault RS27 2.4 V8                             | B                                               | Mark Webber                                     | ki                                              | 7                                               | 7                                               | 5                                               | 7                                               | 4                                               | 12                                              | 6                                               | 10                                              | ki                                              | 9                                               | 12                                              | 8                                               | 8                                               | ki                                              | 8                                               | 14                                              | 9                                               |                                                 |                                                 |                                                 |                                                 |                                                 | 29                                              | 7.                                              |
| 2007                                            | RB3                                             | Renault RS27 2.4 V8                             | B                                               |                                                 | AUS                                             | MAL                                             | BHR                                             | ESP                                             | MON                                             | CAN                                             | USA                                             | FRA                                             | GBR                                             | EUR                                             | HUN                                             | TUR                                             | ITA                                             | BEL                                             | JPN                                             | CHN                                             | BRA                                             |                                                 |                                                 |                                                 |                                                 |                                                 |                                                 | 24                                              | 5.                                              |
| 2007                                            | RB3                                             | Renault RS27 2.4 V8                             | B                                               | David Coulthard                                 | ki                                              | ki                                              | ki                                              | 5                                               | 14                                              | ki                                              | ki                                              | 13                                              | 11                                              | 5                                               | 11                                              | 10                                              | ki                                              | ki                                              | 4                                               | 8                                               | 9                                               |                                                 |                                                 |                                                 |                                                 |                                                 |                                                 | 24                                              | 5.                                              |
| 2007                                            | RB3                                             | Renault RS27 2.4 V8                             | B                                               | Mark Webber                                     | 13                                              | 10                                              | ki                                              | ki                                              | ki                                              | 9                                               | 7                                               | 12                                              | ki                                              | 3                                               | 9                                               | ki                                              | 9                                               | 7                                               | ki                                              | 10                                              | ki                                              |                                                 |                                                 |                                                 |                                                 |                                                 |                                                 | 24                                              | 5.                                              |
| 2006                                            | RB2                                             | Ferrari 056 2.4 V8                              | M                                               |                                                 | BHR                                             | MAL                                             | AUS                                             | SMR                                             | EUR                                             | ESP                                             | MON                                             | GBR                                             | CAN                                             | USA                                             | FRA                                             | GER                                             | HUN                                             | TUR                                             | ITA                                             | CHN                                             | JPN                                             | BRA                                             |                                                 |                                                 |                                                 |                                                 |                                                 | 16                                              | 7.                                              |
| 2006                                            | RB2                                             | Ferrari 056 2.4 V8                              | M                                               | David Coulthard                                 | 10                                              | ki                                              | 8                                               | ki                                              | ki                                              | 14                                              | 3                                               | 12                                              | 8                                               | 7                                               | 9                                               | 11                                              | 5                                               | 15†                                             | 12                                              | 9                                               | ki                                              | ki                                              |                                                 |                                                 |                                                 |                                                 |                                                 | 16                                              | 7.                                              |
| 2006                                            | RB2                                             | Ferrari 056 2.4 V8                              | M                                               | Christian Klien                                 | 8                                               | ki                                              | ki                                              | ki                                              | ki                                              | 13                                              | ki                                              | 14                                              | 11                                              | ki                                              | 12                                              | 8                                               | ki                                              | 11                                              | 11                                              |                                                 |                                                 |                                                 |                                                 |                                                 |                                                 |                                                 |                                                 | 16                                              | 7.                                              |
| 2006                                            | RB2                                             | Ferrari 056 2.4 V8                              | M                                               | Robert Doornbos                                 |                                                 |                                                 |                                                 |                                                 |                                                 |                                                 |                                                 |                                                 |                                                 |                                                 |                                                 |                                                 |                                                 |                                                 |                                                 | 12                                              | 13                                              | 12                                              |                                                 |                                                 |                                                 |                                                 |                                                 | 16                                              | 7.                                              |
| 2005                                            | RB1                                             | Cosworth TJ2005 3.0 V10                         | M                                               |                                                 | AUS                                             | MAL                                             | BHR                                             | SMR                                             | ESP                                             | MON                                             | EUR                                             | CAN                                             | USA                                             | FRA                                             | GBR                                             | GER                                             | HUN                                             | TUR                                             | ITA                                             | BEL                                             | BRA                                             | JPN                                             | CHN                                             |                                                 |                                                 |                                                 |                                                 | 34                                              | 7.                                              |
| 2005                                            | RB1                                             | Cosworth TJ2005 3.0 V10                         | M                                               | David Coulthard                                 | 4                                               | 6                                               | 8                                               | 11                                              | 8                                               | ki                                              | 4                                               | 7                                               | ni                                              | 10                                              | 13                                              | 7                                               | ki                                              | 7                                               | 15                                              | ki                                              | ki                                              | 6                                               | 9                                               |                                                 |                                                 |                                                 |                                                 | 34                                              | 7.                                              |
| 2005                                            | RB1                                             | Cosworth TJ2005 3.0 V10                         | M                                               | Christian Klien                                 | 7                                               | 8                                               | ni                                              |                                                 |                                                 |                                                 |                                                 | 8                                               | ni                                              | ki                                              | 15                                              | 9                                               | ki                                              | 8                                               | 13                                              | 9                                               | 9                                               | 9                                               | 5                                               |                                                 |                                                 |                                                 |                                                 | 34                                              | 7.                                              |
| 2005                                            | RB1                                             | Cosworth TJ2005 3.0 V10                         | M                                               | Vitantonio Liuzzi                               |                                                 |                                                 |                                                 | 8                                               | ki                                              | ki                                              | 9                                               |                                                 |                                                 |                                                 |                                                 |                                                 |                                                 |                                                 |                                                 |                                                 |                                                 |                                                 |                                                 |                                                 |                                                 |                                                 |                                                 | 34                                              | 7.                                              |

* Folyamatban lévő szezon.
† Nem fejezte be a futamot, de helyezését értékelték, mivel teljesítette a futam több, mint 90%-át.
A 2014-es szezonzáró abu-dzabi nagydíjon dupla pontokat osztanak ki.

## Szponzorok
A csapat tulajdonosa és főszponzora a Red Bull italgyár, amely kb. 200 millió dollárt fordít csapatára. További szponzorok a Rauch, a Pirelli, a Siemens, az IBM, a Puma, Citrix és az AT&T. A csapat üzemanyag szállítója, a Renault motorokból kifolyólag, a Total volt 2016-ig, 2017-ben a Totalt az ExxonMobil (Mobil 1, Esso) váltotta. További szponzor még a TAG Heuer óragyár, amely  2018-ig nevét is adta a gárda által használt Renault motorokhoz. 2011-ben csatlakozott a szponzori listához a japán luxusautókat gyártó Infiniti, amely 2013-tól 2015-ig a csapat névadó szponzora volt. 2016-ban a Red Bull partnerségre lépett az Aston Martinnal, egy új hipersportautó kifejlesztése érdekében, 2018-tól 2020-ig pedig a brit autógyár volt a csapat névadó szponzora. 2022-től az Oracle szoftvercég a csapat névadó főszponzora.

### Közösségi oldalak
- Red Bull Racing a Facebookon
- Red Bull Racing a Twitteren
- Red Bull Racing az Instagramon
- Red Bull Racing hivatalos YouTube csatornája